# Antisemitische Vorfälle während des Krieges in Israel und Gaza
In der Folge des Terrorangriffs der Hamas auf Israel am 7. Oktober 2023 und des Beginns des Krieges in Israel und in Gaza kam es weltweit zu antisemitischen Vorfällen während des Krieges in Israel und Gaza. Im Verlauf des Krieges und als Reaktion auf die Ereignisse kam es zu zahlreichen Demonstrationen, Parolen, Boykottaufrufen, Ausschreitungen und Angriffen, die von antisemitischen oder antiisraelischen Motiven bzw. israelbezogenem Antisemitismus geprägt waren. In Deutschland wurden im Jahr 2023 etwa 5000 antisemitische Straftaten registriert, die Hälfte davon nach dem 7. Oktober; im Jahr 2024 über 6000.

## Gefährdungslage
Bis zum Terrorangriff der Hamas auf Israel 2023 gab es in dem Jahr laut Europol sechs dschihadistische Anschläge oder Anschlagsversuche in ganz Europa. Seitdem sei die Gefahr terroristischer Anschläge in Deutschland so hoch wie lange nicht mehr. Das Bundeskriminalamt (BKA) rechnete laut einem internen Lagebericht vom Oktober 2023 mit einer Protestwelle gegen „jüdische Einrichtungen und Gebetshäuser“ in Deutschland und schloss auch „Gewalttaten gegen israelische Ziele“ auf deutschem Boden nicht aus. Auch in mehreren europäischen Staaten sahen Sicherheitsbehörden eine wachsende Gefahr antisemitischer Kundgebungen und gewaltsamer Vorfälle.
Nach Aussage des Präsidenten des Verfassungsschutzes Thomas Haldenwang im Juli 2024 ist das Gefahrenpotenzial für Jüdinnen und Juden in Deutschland seit dem 7. Oktober 2023 so hoch wie seit Jahrzehnten nicht mehr; man habe „in einem nicht dagewesenen Ausmaß seit Ende des Zweiten Weltkriegs Antisemitismus in Deutschland wahrzunehmen.“ Ein im Frühjahr 2025 von der Jüdischen Studierendenunion Deutschland (JSUD) und dem American Jewish Committee präsentierter Lagebericht wies darauf hin, dass sich jüdische Studierende an deutschen Hochschulen nicht mehr sicher fühlten und zum Teil dem Campus fernblieben oder ihre Identität verbargen. Laut vom deutschen Bundesinnenministerium kommunizierten Zahlen registrierte die Polizei im Jahr 2024 insgesamt 5177 vermutlich antisemitisch motivierte Straftaten (gegenüber 2641 für 2022 und 5154 im Jahr 2023), die Zahl für das vierte Quartal (671) könne aufgrund von Nachmeldungen noch steigen.
Nach Angaben der deutschen Bundesanwaltschaft wurden am 14. Dezember 2023 vier mutmaßliche Mitglieder der ausländischen terroristischen Vereinigung Hamas in Berlin und Rotterdam festgenommen. Die Festgenommenen hätten ein Waffendepot aufspüren wollen für mögliche Anschläge auf jüdische Einrichtungen in Europa. Gemäß der Mitteilung der Bundesanwaltschaft handelte es sich bei den Festgenommenen um langjährige Mitglieder der Hamas, die an Auslandsoperationen der Terrormiliz teilgenommen hatten. Die Verdächtigen hätten zudem enge Verbindungen zu Führungskräften der Qassam-Brigaden. Im Februar 2025 begann am Berliner Kammergericht der Prozess gegen die vier Männer. Die Anklage warf den Männern vor, innerhalb der Hamas „wichtige Positionen mit unmittelbarer Anbindung an Führungskräfte des militärischen Flügels“ bekleidet zu haben. Ermittler sagten, die Hamas habe schon vor längerer Zeit Waffendepots für mögliche Anschläge gegen israelische, jüdische oder andere Einrichtungen in Europa angelegt.

## Statistiken und Studien
Der Hamas-Angriff auf Israel am 7. Oktober 2023 war laut der Recherche- und Informationsstelle Antisemitismus (RIAS) der Beginn einer antisemitischen Dynamik in Deutschland. Die Anzahl der antisemitischen, antijüdischen und antiisraelischen Vorfälle in Deutschland hat sich seitdem deutlich erhöht. Sie setzten unmittelbar mit den Massakern der Hamas und nicht erst mit den Maßnahmen zur Selbstverteidigung Israels ein. Die Folgerung liege nahe, „dass die eliminatorische Gewalt gegen Jüdinnen und Juden in Israel Menschen hierzulande in besonderem Maße motivierte, sich ihrerseits antisemitisch zu äußern oder anderweitig antisemitisch zu handeln“.
RIAS registrierte in ihrem Report bis zum 9. November 2023 bundesweit 994 antisemitische Vorfälle „mit Bezug zu den Massakern der Hamas“; 471 antisemitische Vorfälle erfasste die RIAS 2023 an Bildungseinrichtungen, davon 301 nach dem 7. Oktober, und speziell an Hochschulen wurden 113 Fälle registriert. Im Jahr 2024 dokumentierte RIAS insgesamt 8.627 antisemitische Vorfälle in Deutschland, dies entsprach einem Anstieg um rund 77 Prozent im Vergleich zum Vorjahr und durchschnittlich etwa 24 Vorfällen pro Tag. Erfasst wurden darunter acht Fälle extremer Gewalt, 186 Angriffe sowie 300 Bedrohungen. Mit 5.857 Fällen stellte israelbezogener Antisemitismus die häufigste Erscheinungsform dar, was einer Verdopplung gegenüber 2023 entsprach. Zudem verzeichnete RIAS 544 antisemitische Vorfälle mit rechtsextremem Hintergrund – die höchste Zahl seit Beginn der bundesweiten Erfassung im Jahr 2020. Ein deutlicher Anstieg antisemitischer Vorfälle zeigte sich im Kontext von politischen Versammlungen: Auf 1.802 Veranstaltungen wurden explizit antisemitische Inhalte festgestellt. An Hochschulen registrierte RIAS 450 Vorfälle, was einer Verdreifachung im Vergleich zum Vorjahr entspricht. An Schulen wurden 284 Vorfälle dokumentiert, darunter 19 Angriffe. Eine Ende Mai 2025 im Namen der internationalen jüdischen Organisation „Diaspora Alliance“ veröffentlichte Studie über die Arbeitsweise von RIAS, basierend auf im September 2023 abgeschlossenen Recherchen, warf RIAS allerdings eine Überbetonung des „israelbezogenen Antisemitismus“ vor; unter dieser Kategorie würde oft auch legitime Kritik an Israels politischem Vorgehen erfasst. RIAS wies die Vorwürfe zurück; es gehe der Diaspora Alliance nicht um fundierte Kritik, sondern darum, die Arbeitsweise von RIAS als umstritten darzustellen und ihre Arbeitsergebnisse insgesamt abzuwerten.
Deutschlandweit registrierte das BKA Stand 31. Oktober 2023 mehr als 2.000 Straftaten mit Bezug zum Nahostkonflikt seit dem Angriff der Hamas auf Israel. Insbesondere waren dies Fälle von Volksverhetzung, Sachbeschädigung und Landfriedensbruch sowie Körperverletzungen und sogenannte Widerstandsdelikte. Viele davon standen im Zusammenhang mit propalästinensischen Veranstaltungen in Berlin.
Für das Jahr 2023 erfasste das Bundeskriminalamt mit knapp 5.200 judenfeindlichen Straftaten einen Höchststand und fast doppelt so viele wie im Vorjahr. Mehr als die Hälfte der Taten wurden nach dem 7. Oktober verübt. Gemäß einer vorläufigen Auswertung des deutschen Bundesinnenministeriums für das Jahr 2024 im Februar ohne Nachmeldungen für die einzelnen Quartale fiel die größte Anzahl antisemitischer Straftaten in Deutschland in die Sparte „politisch motivierte Kriminalität rechts“ (1188, einschließlich 29 Gewalttaten). Weitere 941 Straftaten fielen in die Sparte „ausländische Ideologie“, darunter wieder 29 Gewalttaten. Dem linken Spektrum waren 44 Straftaten zuzuordnen, darunter vier Gewalttaten. 341 Fälle waren der Sparte „religiöse Ideologie“ zuzuordnen, 211 ließen sich nicht genau einordnen. 2024 stieg in Deutschland mit 6.236 die Zahl registrierter antisemitischer Straftaten erneut auf einen Höchststand seit Beginn der Erfassung. 48 Prozent davon wurden der „PMK -rechts-“ zugeordnet, 31 Prozent der „PMK -ausländische Ideologie-“.
Befragungen der Anti-Defamation League (ADL) in 103 von 195 Ländern ergaben 2025, dass die Zahl der Menschen mit antisemitischen Überzeugungen sich innerhalb von zehn Jahren verdoppelt habe. Marina Rosenberg, internationale Präsidentin der ADL in den USA, sagte, dass Antisemitismus seit dem 7. Oktober in der Bevölkerung, im Internet und in den Medien massiv zugenommen habe. Bei Al Jazeera oder dem von der Islamischen Republik Iran gesponserten Press TV sei das nicht verwunderlich, ihr Ziel sei Desinformation. „Aber auch auf ‚normalen‘ Kanälen verzeichnen wir offenen Antizionismus und die Tendenz, nur noch Israel für den Krieg verantwortlich zu machen. Juden sind angeblich schuld an allem Leid der Welt. So wird auch in der politischen Arena geredet.“

## Gesellschaftliche Einordnung
Verschiedene antisemitische Mythen werden als Nährboden für die Übergriffe gesehen. So beobachtete der britische Historiker, Journalist und Autor Simon Sebag Montefiore, dass seit dem 7. Oktober westliche Wissenschaftler, Studenten, Künstler und Aktivisten die Morde einer terroristischen Sekte, die ein antijüdisches Völkermordprogramm verkündet, geleugnet, entschuldigt oder sogar gefeiert haben. Manches davon sei in aller Öffentlichkeit geschehen, manches hinter der Maske von Humanität und Gerechtigkeit und manches in verschlüsselter Form, am bekanntesten sei der Satz „vom Fluss bis zum Meer“, der die Tötung oder Deportation der 9 Millionen Israelis implizit gutheiße. Er stellte die Frage, wie gebildete Menschen eine solche Gefühllosigkeit rechtfertigen und eine solche Unmenschlichkeit gutheißen könnten. So sei das Narrativ der Dekolonisation hierbei gefährlich und falsch.
Auch die deutsche Klimaschutz-Aktivistin Luisa Neubauer zeigte sich in einem Interview entsetzt, wie teilweise bei Fridays for Future (FFF) jüdisches Leid negiert werde, und äußerte dabei auch ihre Enttäuschung über Greta Thunberg. Sie distanzierte sich hierbei von antisemitischen Posts auf internationalen FFF-Kanälen. Die österreichische Kulturwissenschaftlerin und Podcasterin Beatrice Frasl schlussfolgerte, dass Antisemitismus, der als „eine Verschwörungserzählung über einen als übermächtig und böse imaginierten Gegner“ daherkomme, „auch 75 Jahre nach dem Holocaust immer noch nicht verstanden“ sei, und sprach von einem kollektiven Versagen: „Wer über #metoo tweetet, dem aber nichts so recht einfallen mag, wenn Jüdinnen massenvergewaltigt werden, weil sie Jüdinnen sind, wer über Femizide schreibt, aber die Ermordung von Jüdinnen nicht so recht zu verurteilen vermag, der offenbart seinen Aktivismus als reine Performance. Als opportunistische Performance für Applaus aus der eigenen Bubble auf Social Media.“
Die Wiener Zeitung beschrieb in einer Analyse im Februar 2024 die neuen Formen von Antisemitismus an Universitäten. Seit dem Überfall der Hamas auf Israel am 7. Oktober 2023 bekunden vor allem auch Studierende Solidarisierungen oder Sympathien für die islamistische Terrororganisation. Freilich seien nicht alle propalästinensischen Demonstrationen an den Hochschulen antisemitisch, doch die Zahl der antisemitischen Übergriffe steige. Der Leiter des Centrums für Jüdische Studien an der Universität Graz betonte, dass es sowohl um antisemitische Akteure als auch um antisemitische Diskurse gehe, die weniger sichtbar als früher seien.

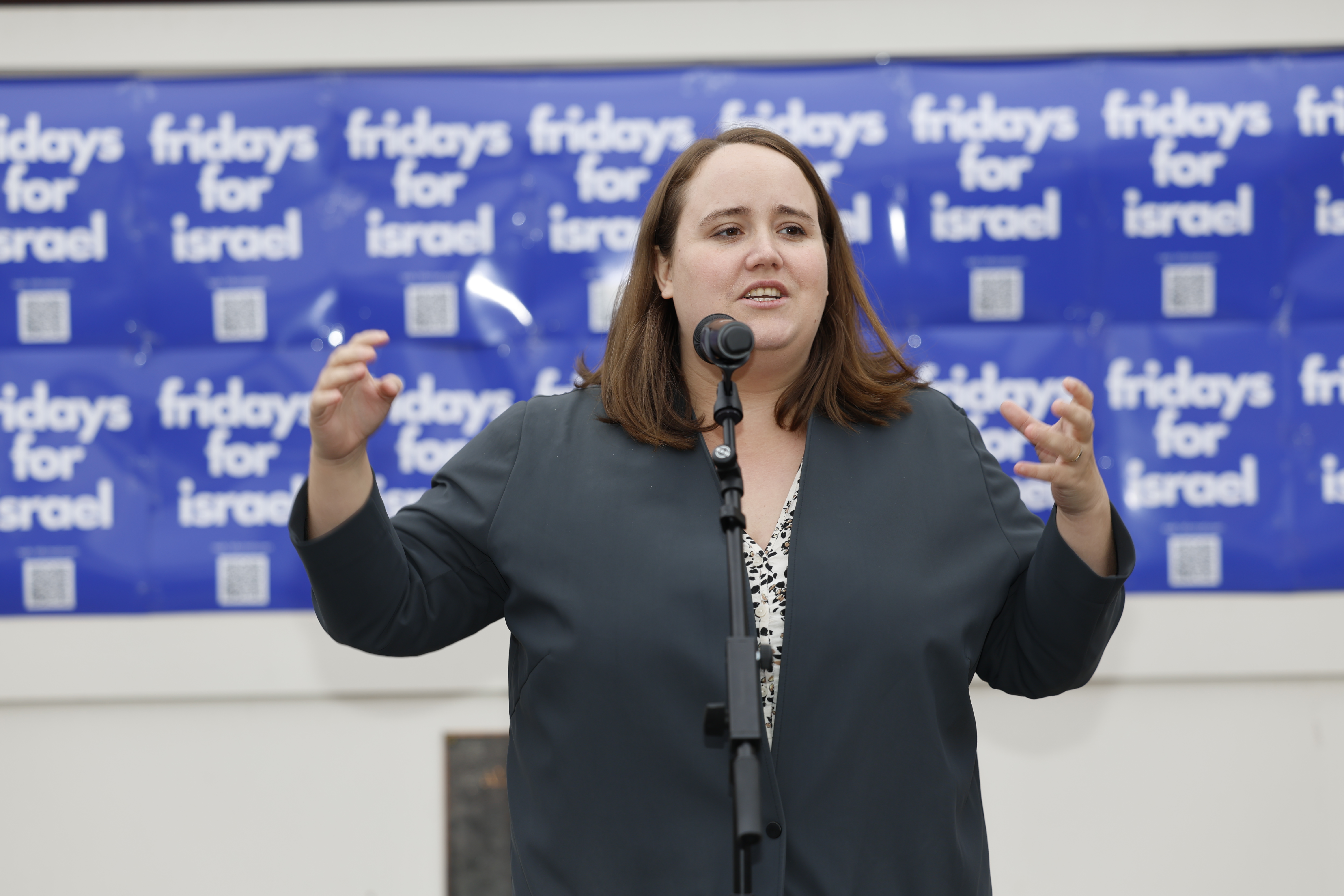
Ricarda Lang bei einer Kundgebung von Fridays for Israel in Berlin (2023)

Laut dem Leiter des Berliner Verfassungsschutzes Berlin, Michael Fischer, versuchen Islamisten, die Lage im Nahen Osten für ihre Propaganda zu missbrauchen. Alle Islamisten eine, so Fischer, ein manifester Antisemitismus sowie der Hass auf Israel. Laut Nikolas Lelle von der Amadeu Antonio Stiftung gibt es „zunehmende Allianzen zwischen progressiven Milieus und islamistischen Akteuren“.
Als Reaktion auf die antisemitischen Vorfälle gründete die Berliner Unternehmensberaterin Clara von Nathusius, Mitglied im Bundesvorstand der Jungen Union, zusammen mit anderen CDU-Mitgliedern die Initiative „Fridays for Israel“, wofür sie 2024 mit dem Preis für Zivilcourage gegen Rechtsradikalismus, Antisemitismus und Rassismus ausgezeichnet wurde. Der Name spielt auf Fridays for Future an, die Organisationen haben aber nichts miteinander zu tun. Am 17. November 2023 fand eine Kundgebung von Fridays for Israel vor der Humboldt-Universität zu Berlin statt, um für die Sicherheit jüdischer Studierender zu demonstrieren, auf der u. a. Igor Levit, Bettina Stark-Watzinger und Ricarda Lang sprachen.

## Reaktionen der Politik in Deutschland
Der Vizekanzler Robert Habeck veröffentlichte am 1. November 2023 ein etwa zehnminütiges Video in den sozialen Medien und sprach in der Talkshow Markus Lanz über die Notwendigkeit verantwortungsvollen Handelns Deutschlands gegenüber Israel. Das Video wurde innerhalb kurzer Zeit millionenfach angesehen, und auch sein Auftritt in der Talkshow verbreitete sich in den sozialen Medien. Das Video erhielt Zustimmung von zahlreichen Mitgliedern verschiedener Parteien, und verschiedene Medien griffen Zitate aus seiner Ansprache auf. Als „ausgewogenes Statement, das auch die berechtigten Belange der Palästinenser erwähne“, beurteilte Josef Schuster, der Präsident des Zentralrats der Juden, Habecks Rede. CDU-Vizechefin Karin Prien äußerte sich dazu, dass Habeck „wie kein anderer in dieser Bundesregierung“ den richtigen Ton treffe.
Der Deutsche Bundestag bereitete nach dem Terrorangriff eine Resolution zum Schutz jüdischen Lebens vor. Nachdem sich die Fraktionen lange nicht auf eine Version hatten einigen können, beschloss der Bundestag, die Resolution unter dem Titel Nie wieder ist jetzt – Jüdisches Leben in Deutschland schützen, bewahren und stärken am 7. November 2024 mit großer Mehrheit. Dafür stimmten die Fraktionen der CDU/CSU, SPD, Bündnis 90/Die Grünen, FDP und AfD. Die Gruppe BSW stimmte dagegen. Die Gruppe Die Linke enthielt sich.

## Reaktion Israels
Aus Sicherheitsgründen forderte die israelische Regierung am 2. November 2023 ihre Bürger wegen der Zunahme antisemitischer Vorfälle dazu auf, jegliche Auslandsreisen zu überdenken. Die israelische Regierung begründete diese Warnung mit einer beobachteten deutlichen „Zunahme des Antisemitismus“ sowie einer Bedrohung durch „lebensgefährliche gewalttätige Angriffe auf Israelis und Juden in der ganzen Welt“.

## Antisemitische bzw. antiisraelische Aktionen, Ausschreitungen oder Angriffe

### Europa

#### Deutschland
Aus den Tagen nach dem 7. Oktober 2023 werden unter anderem folgende Vorfälle berichtet: Am 10. Oktober wurde in Dortmund an der Wand eines Hauses, das als Neonazi-Treff bekannt ist, ein Plakat mit dem Slogan „Der Staat Israel ist unser Unglück“ aufgehängt. Die Parole „Israel ist unser Unglück“ hatte die neonazistische Partei „Die Rechte“ bereits 2019 im Europawahlkampf plakatiert. Am 12. Oktober wurde in Bremen ein Graffito entdeckt mit dem Inhalt „Für jeden Zionisten 1 Kugel“. Auf Demonstrationen war nach Angaben des Bundesverbands RIAS die Parole „From the River to the Sea, Palestine will be free“ zu hören, die „die Auslöschung Israels“ propagiere und „im aktuellen Kontext den Terrorangriff und die Massaker der Hamas legitimieren“ solle.
In Berlin und Frankfurt am Main fanden unmittelbar nach dem Terrorangriff der Hamas auf Israel am 7. Oktober 2023 trotz Verboten Demonstrationen statt, die antisemitische und israelfeindliche Inhalte skandierten.

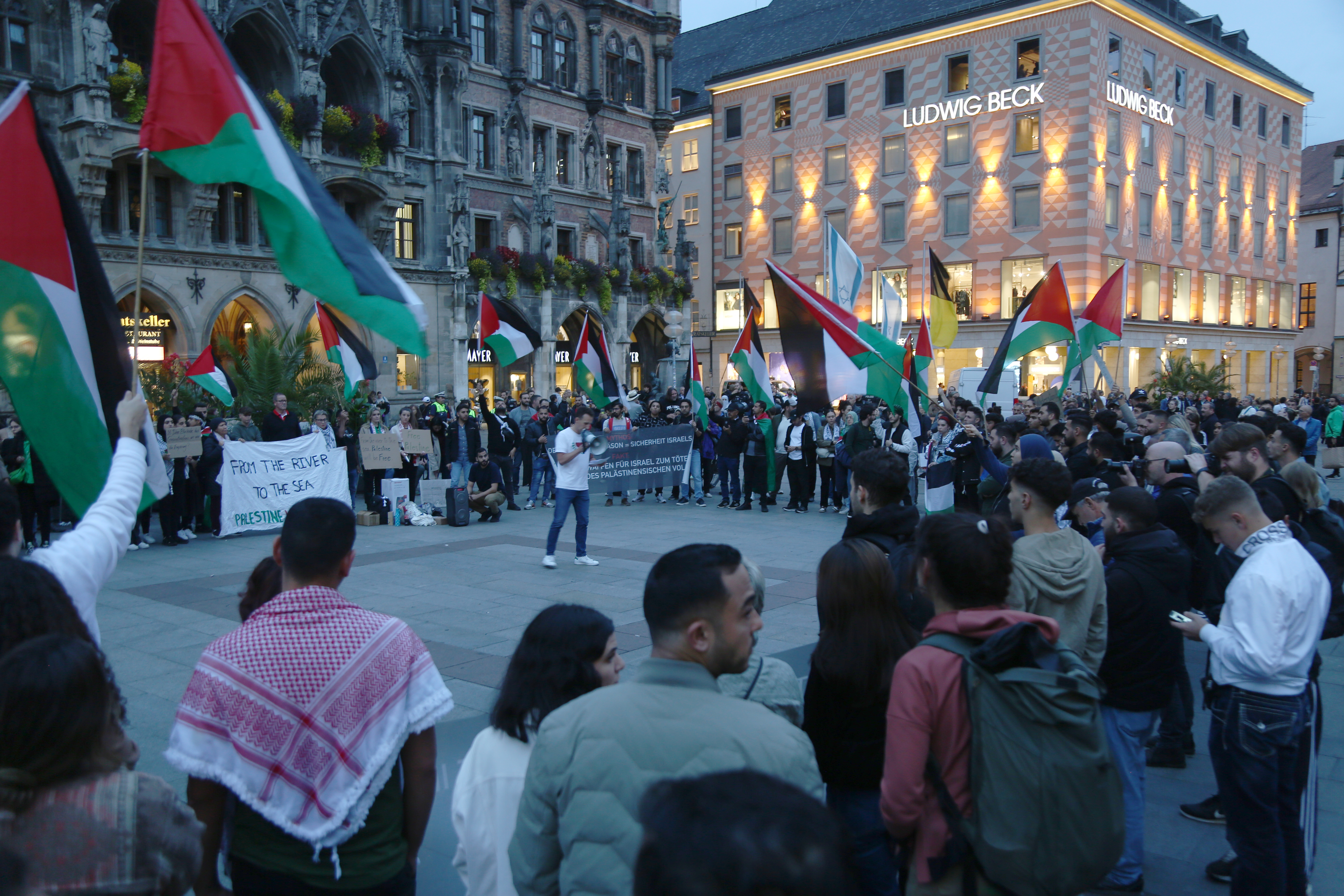
Slogan From the River to the Sea – Palestine Will Be Free auf einer pro-palästinensischen Demonstration in München am 9. Oktober 2023

Allein die Berliner Polizei registrierte mit Stichtag zum 17. Oktober 2023 mit ihrer Arbeitsgruppe „Nahost“ rund 370 Straftaten nach dem Terrorangriff in Israel, darunter sind auch 14 anti-palästinensische Straftaten. Die Delikte seien alle den Straftatbeständen Körperverletzung, Landfriedensbruch und Sachbeschädigung zuzuordnen. In 121 Fällen handele es sich um Gewaltdelikte. Mit Stand 20. Oktober 2023 waren es in Berlin bereits insgesamt 862 Straftaten im Kontext des Nahost-Konflikts. Insgesamt gab es 2023 rund 5000 antisemitische Straftaten, die Hälfte davon nach dem 7. Oktober.
Bundesinnenministerin Nancy Faeser verbot am 2. November in Berlin die islamistische Terrororganisation Hamas, die das erklärte Ziel der Vernichtung des Staates Israel verfolgt, sowie das propalästinensische Netzwerk Samidoun. Faesers Erklärung lautete: „Antisemitismus hat in Deutschland keinen Platz. Wir werden ihn in aller Form und mit allen Mitteln des Rechtsstaates bekämpfen.“ Das Betätigungsverbot beinhaltet ein Vereinsverbot, das sich u. a. auch auf ein Verbot von Aktivitäten in sozialen Medien und Internetauftritten auswirkt. Wer weiter für die Organisationen aktiv ist, macht sich strafbar.
Die österreichisch-israelische Politikwissenschaftlerin und Direktorin der Gedenk- und Bildungsstätte Haus der Wannsee-Konferenz, Deborah Hartmann, die selbst antisemitischen Angriffen ausgesetzt ist, wies während einer Diskussionsrunde in München auf die alarmierenden Zahlen der Recherche- und Informationsstelle zum Antisemitismus (RIAS) hin: Zwischen dem 7. Oktober und 9. November wurden in Deutschland täglich im Schnitt 29 Vorfälle von Antisemitismus gemeldet. Hartmann berichtete darüber, ein Päckchen, das mit einem Hakenkreuz versehen war, an ihre Privatadresse erhalten zu haben.
Der Zentralrat der Juden in Deutschland veröffentlichte am 6. Dezember 2023 ein Lagebild. Zwischen dem 20. und 30. November wurden Führungspersönlichkeiten von 98 der 105 Jüdischen Gemeinden in Deutschland in einer Onlineumfrage befragt. 80 Prozent gaben an, dass es seit dem 7. Oktober sichtbar unsicherer geworden sei, in Deutschland als Jude zu leben und sich so zu zeigen. Leidtragende seien vor allem jüdische Senioren, Familien mit Kindern und Jugendliche. Ein Drittel der Gemeinden habe seitdem antisemitische Angriffe erfahren, die von Schmierereien bis hin zu persönlichen Beleidigungen, Drohanrufen und Drohmails reichten.
Nach Angaben der deutschen Bundesanwaltschaft wurden am 14. Dezember 2023 vier mutmaßliche Mitglieder der ausländischen terroristischen Vereinigung Hamas in Berlin und Rotterdam festgenommen. Die Festgenommenen hätten ein Waffendepot aufspüren wollen für mögliche Anschläge auf jüdische Einrichtungen in Europa. Gemäß der Mitteilung der Bundesanwaltschaft handelte es sich bei den Festgenommenen um langjährige Mitglieder der Hamas, die an Auslandsoperationen der Terrormiliz teilgenommen hatten. Die Verdächtigen hätten zudem enge Verbindungen zu Führungskräften der Qassam-Brigaden.
Die Gedenkstätte Sachsenhausen gab an, dass nach dem Terrorangriff zahlreiche antisemitische Hassbotschaften in ihren Räumen hinterlassen wurden. Gästebücher mussten daraufhin ausgetauscht werden. Das ZDF berichtete im Juni 2024, dass mehrere jüdische und israelische Restaurants aufgrund antisemitischer Bedrohungen schlossen.
Beim Anschlag in München 2024 ereignete sich ein Schusswechsel zwischen einem 18-jährigen Österreicher bosnischer Abstammung und Polizisten am Karolinenplatz in der Nähe des israelischen Generalkonsulats und des NS-Dokumentationszentrums. Er ereignete sich am 5. September 2024, dem 52. Jahrestag des Münchner Olympia-Attentats und wurde deshalb als antisemitische Tat gewertet.
Sharon Spievak trat im Juni 2024 als Vorsitzende des AStA der Hochschule Rhein-Waal in Kleve zurück, nachdem bei einer Sitzung das Existenzrecht Israels infrage gestellt worden war. Sie berichtete von einem verbreiteten muslimischen Antisemitismus an der Hochschule. Sie empfehle keinem Juden, dort zu studieren.
2024 wurde die von Georg Diez kuratierte Ausstellung Survival in the 21st Century in den Hamburger Deichtorhallen für die israelfeindliche Installation Dexter and Sinister des US-Künstlerkollektivs New Red Order kritisiert, das die Unterdrückung indigener Völker, die Shoah in Nazi-Deutschland und das Vorgehen Israels nach dem Terrorangriff der Hamas in eine Reihe stellt. Israel werde einseitig die Schuld an der Situation gegeben und der Terror der Hamas nicht erwähnt.
Das Leipziger Theaterfestival euro-scene hat das Stück And here I am des Freedom Theatre wegen Antisemitismusvorwürfen und Druck aus dem Stadtrat abgesetzt. Hintergrund der Entscheidung ist der Aufruf des Freedom Theatre zur „kulturellen Intifada“ und zum Boykott Israels, was dem Leipziger Stadtratsbeschluss von 2019 widerspricht, der die Förderung BDS-naher Organisationen verbietet. Die Gruppe Artists against Antisemitism und andere Kritiker verweisen auf fehlende Distanzierung des Theaters von antisemitischen Positionen und dessen verharmlosende Darstellung ehemaliger Extremisten.
In Deutschland hat der Terrorangriff der Hamas auf Israel vom 7. Oktober 2023 auch laut einer im November 2024 im „Gemeindebarometer“ des Zentralrats der Juden veröffentlichten Umfrage zu Veränderungen geführt und die Angst vor Anfeindungen, Übergriffen und Anschlägen erhöht. Es wurden 2574 Menschen im Zeitraum zwischen Mitte Dezember 2023 und Ende März 2024 befragt. Von den Befragten waren 1939 Mitglieder jüdischer Gemeinden, 163 bezeichneten sich als ehemalige Mitglieder und 472 als Nichtmitglieder. 87 Prozent der Befragten stimmten der Aussage „Unabhängig vom Verhalten der israelischen Regierung unterstütze ich Israel“ „voll und ganz“ oder „eher“ zu. Der Aussage „Alle Jüdinnen und Juden haben die Verpflichtung, Israel zu unterstützen“ stimmten 78 Prozent zu. 52 Prozent der Jüdinnen und Juden fühlen sich „eher unsicher“ oder „überhaupt nicht sicher“ in ihrer jeweiligen Stadt. Der Vorsitzende des Zentralrats der Juden, Josef Schuster, beklagte in einem Interview im November und damit 8 Monate nach Ende des Befragungszeitraums in Bezug auf die Daten eine „Explosion des Antisemitismus“ seit dem Hamas-Terrorangriff.
Im Dezember 2024 wurden auf einem „Anti-Kolonialen Friedens-Weihnachtsmarkt“ der evangelischen Michaelsgemeinde in Darmstadt Produkte wie das Symbol der verbotenen Terrororganisation Hamas, das rote Dreieck, sowie der Slogan „From the River to the Sea“, der laut einem Artikel in der Jüdischen Allgemeinen die Auslöschung Israels fordert, verkauft. Lebkuchenherzen waren zudem mit der Aufschrift „Never again for everyone“ versehen, was laut dem hessischen Antisemitismusbeauftragten Uwe Becker den Krieg Israels gegen die Hamas in Gaza mit dem Holocaust gleichsetzt. Becker selbst sowie die Jüdische Gemeinde Darmstadt und die Evangelische Kirche in Hessen und Nassau erstatteten daraufhin Anzeige. Auch die Kirchengemeinde erwog eine Strafanzeige gegen die Aussteller. Daniel Neumann, der Vorsitzende des Landesverbands der Jüdischen Gemeinden in Hessen, sagte, es sei „tragisch, dass das legitime Anliegen, auf das Leid der Palästinenser aufmerksam zu machen und Spenden zu sammeln, immer direkt ein Einfallstor bietet, um Israelhass und Antisemitismus zu verbreiten“.
Der Europarat rügte im Juni 2025 das Vorgehen der deutschen Behörden bei Demonstrationen gegen den Gaza-Krieg. Er bezog sich konkret auch auf Berichte über eine »Nakba-Tag«-Demo am 15. Mai 2025 in Berlin. Kritik an Israel werde außerdem von manchen Behörden pauschal als Antisemitismus ausgelegt. Der Menschenrechtskommissar Michael O’Flaherty betonte, es sei wichtig, die Definition von Antisemitismus nicht „zu verzerren, zu instrumentalisieren oder falsch anzuwenden, so dass Meinungsfreiheit und legitime Kritik unterdrückt werden, einschließlich Kritik am Staat Israel“.

##### Berlin

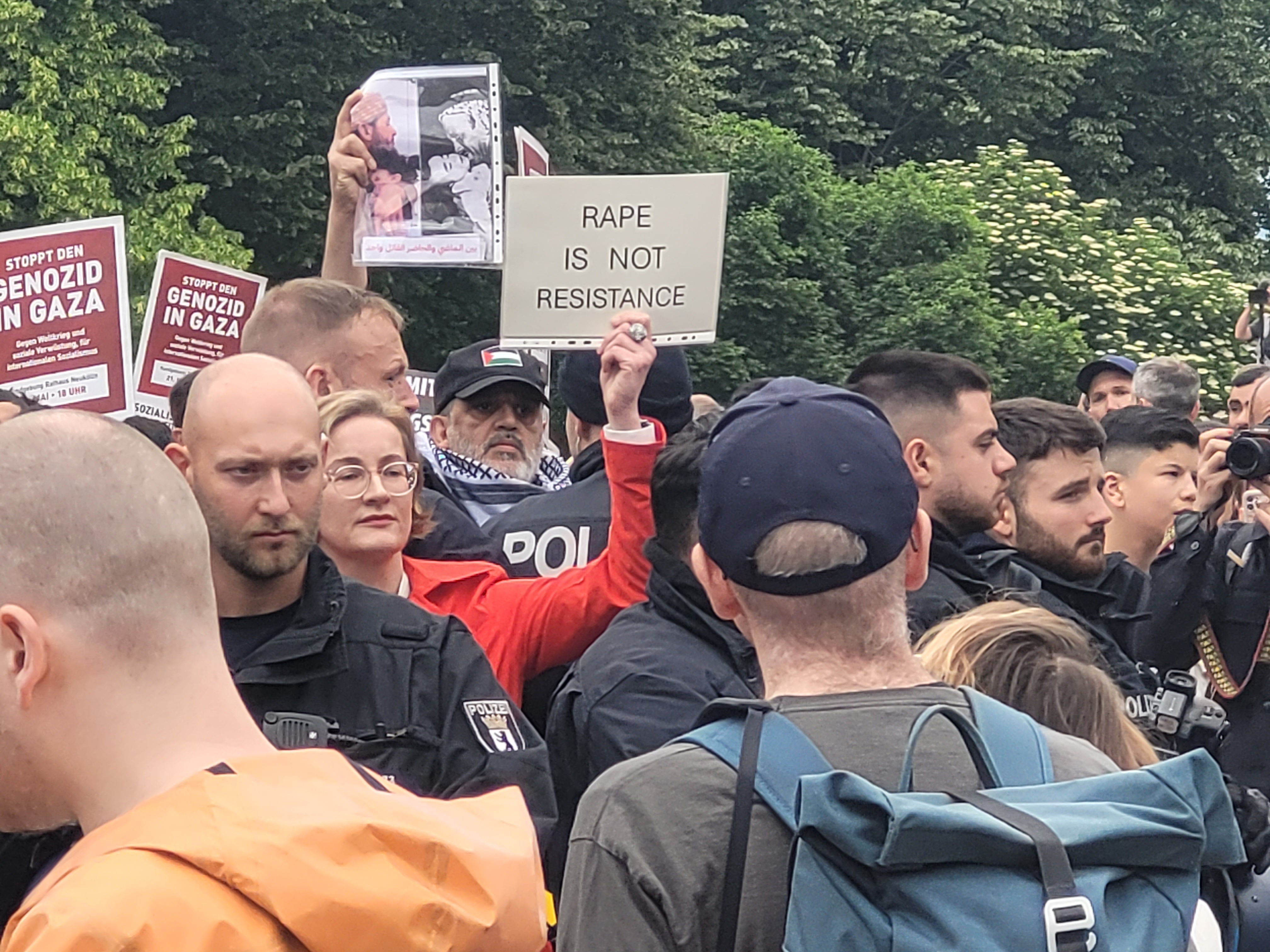
Karoline Preisler (FDP) demonstriert unter massivem Polizeischutz Solidarität mit am 7. Oktober 2023 vergewaltigten Frauen, Berlin 2024. Sie wird regelmäßig von Israelhassern bedroht.

Nach einer Erhebung der Berliner Polizei wurden zwischen dem 7. Oktober und dem 21. November 2023 insgesamt 1.440 Straftaten mit Bezug auf den Nahostkonflikt registriert. Davon stufte die Polizei 82 Prozent der Taten als antiisraelisch oder antisemitisch motiviert ein. An Berliner Häuserwände wurden zahlreiche antisemitische Graffiti gesprüht, die teilweise unter der Strafbarkeitsgrenze liegen.
Die Recherche- und Informationsstelle Antisemitismus Berlin (RIAS Berlin) verzeichnete in den ersten sechs Monaten des Jahres 2024 insgesamt 1.383 antisemitische Vorfälle. Dazu zählten zwei Fälle schwerer Gewalt, 23 Angriffe, 37 gezielte Sachbeschädigungen, 28 Bedrohungen sowie 1.240 Fälle verletzenden Verhaltens, darunter 96 im Zusammenhang mit Versammlungen. Zudem wurden 53 antisemitische Massenzuschriften registriert.
Die Zahl der Vorfälle übertraf bereits im ersten Halbjahr 2024 die Gesamtzahl des Vorjahres (1.270 Vorfälle) und markierte einen Höchststand seit Beginn der systematischen Dokumentation durch RIAS Berlin. Im Durchschnitt wurden täglich sieben bis acht antisemitische Vorfälle gemeldet.
Auf der Sonnenallee, einer Hauptverkehrsstraße in Berlin-Neukölln, feierten am 7. Oktober 2023 mehrere Dutzend Anhänger der Samidoun (Solidaritätsnetzwerk für palästinensische Gefangene) den Terrorangriff der Hamas. Hierbei verteilten sie Süßgebäck (Baklava) an Passanten. Die Polizei schritt schließlich dagegen ein und die Justiz nahm Ermittlungen gegen drei Personen wegen „Belohnung und Billigung von Straftaten“ auf. Im Zusammenhang mit dieser Aktion wurde außerdem eine Strafanzeige wegen Nötigung und Bedrohung gestellt, denn laut Berliner Polizei hatten Unbekannte das Kameraobjektiv eines Fernsehteams, das die Süßigkeiten-Verteilaktion filmte, mit der Hand verdeckt. Die Unbekannten forderten das TV-Team unter Drohungen dazu auf, die Filmaufnahmen zu löschen. Die Berliner Polizei entfernte an der Sonnenallee auch Plakate mit Schriftzügen in arabischer Sprache, Abbildungen von Maschinengewehren sowie der palästinensischen Flagge an Hauswänden.
Der Bezirksbürgermeister von Neukölln, Martin Hikel (SPD), blickte mit Sorge auf die antisemitische Entwicklung in seinem Stadtteil seit der Eskalation im aktuellen Nahost-Konflikt. Der rbb24-Abendschau sagte er am 21. Oktober 2023, die vergangenen zwei Wochen hätten „Spuren hinterlassen“. Gewalt und Terror würden auf die Straßen getragen und das spalte die Gesellschaft in einem eigentlich friedlichen Umfeld. Die derzeitige Situation halte der „Republik den Spiegel“ vor, so Hikel. Der israelbezogene Antisemitismus sei sowohl in der Politik als auch in der Bevölkerung weitverbreitet. Er nannte muslimische Gruppen, Rechtsextreme und Teile der politischen Linken. Man habe versäumt, die Probleme zu adressieren und ausreichend Präventionsarbeit zu leisten.
Unbekannte beschmierten in Berlin mehrere Haustüren mit dem Davidstern, zwei davon an Wohnhäusern im Stadtteil Prenzlauer Berg, in denen laut NZZ jüdische Bürger lebten. Die Berliner Polizei habe einer jüdischen Bewohnerin zu einer Online-Anzeige geraten und dazu, die Markierung selbst zu entfernen, da sie keine Kapazitäten mehr habe. Neben Schmierereien gab es auch Versuche, Israel-Flaggen zu beschädigen oder herunterzureißen. Auch in der Bossestraße in Friedrichshain wurde verzeichnet, dass dort ebenfalls von Judenhassern die Tür eines Mehrfamilienhauses mit einem Davidstern markiert wurde. In der Bödikerstraße wurde der Davidstern auf ein Toilettenhäuschen gemalt. Zudem standen antisemitische Hetzsprüche an der Fassade des Gebäudes der Senatsverwaltung für Stadtentwicklung, Bauen und Wohnen in der Wilmersdorfer Straße.
Am 11. Oktober 2023 fand in Berlin-Neukölln am Hermannplatz, am Richardplatz und in umliegenden Straßen eine von der Polizei verbotene, israelfeindliche und Demonstration mit mehreren Hundert Teilnehmern statt. Die Polizei löste die Demonstration auf und nahm mehr als 100 Teilnehmer kurzzeitig fest.
Am 18. Oktober 2023 warfen zwei Vermummte zwei Molotowcocktails in die Richtung der Synagoge des Vereins Kahal Adass Jisroel im Stadtteil Mitte in Berlin, die das Gebäude jedoch nicht erreichten. Als Berlins Regierungschef Kai Wegner (CDU) am Mittwochnachmittag die attackierte Synagoge besuchte, waren vereinzelt „Free Palestine“-Rufe aus vorbeifahrenden Autos zu hören. Nach dem versuchten Brandanschlag sagte Anna Segal, die Geschäftsführende der Jüdischen Gemeinde zu Berlin: „Wir fühlen uns nicht sicher. Wir fühlen uns angegriffen. Wir fühlen uns als Zielscheiben.“

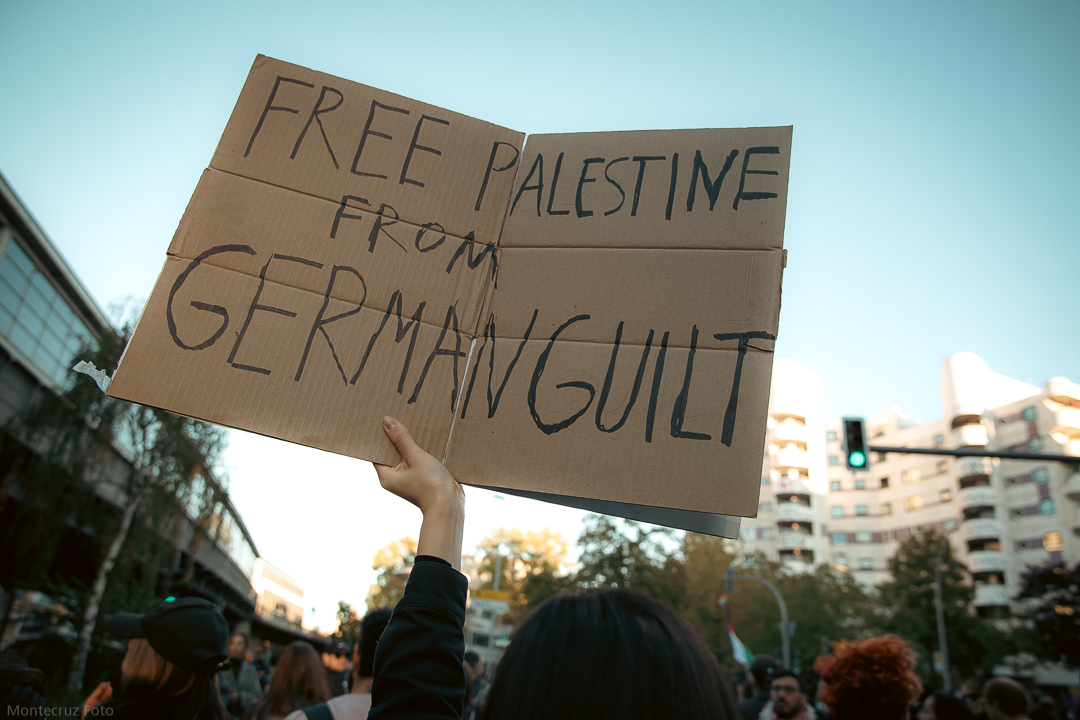
Slogan „Free Palestine from German Guilt“ bei einer Demonstration am Berliner Kottbusser Tor (2023)

Am selben Tag riefen anti-israelische Demonstranten die Parole „Free Palestine from German Guilt“ bei Sitzblockaden vor dem Auswärtigen Amt. Laut Frederik Schindler von Die Welt riefen vor allem junge deutsche, linke, nicht-migrantische Gruppen aus dem Spektrum des Antiimperialismus, Postkolonialismus und Queerfeminismus die Parole als Reaktion auf Regierungspolitiker, die ihre Solidarität mit Israel mit der deutschen Verantwortung für die NS-Geschichte begründeten.
An der Universität der Künste Berlin veranstalteten Studierende am 13. November 2023 eine pro-palästinensische „Performance“ und brüllten den Uni-Präsidenten Norbert Palz nieder, als er mit ihnen sprechen wollte. Jüdische Studierende äußerten Angst, ihre Universität zu betreten. Henry Marx, Staatssekretär für Bildung, verurteilte die „aktuellen antisemitischen Vorfälle und Protestaktionen“ an Berliner Universitäten. Berlins Antisemitismusbeauftragter Samuel Salzborn bezeichnete die Lage als „extrem besorgniserregend“.
An der Freien Universität Berlin nahmen antisemitische Ausschreitungen stark zu. Dazu gehörte die Verbreitung antisemitischer Flyer und Plakate mit der Aufschrift „Israel hat über den 7. Oktober gelogen“ sowie gewaltsame Rangeleien und Drohungen gegen jüdische Studierende. Viele jüdische Studierende hätten Angst, allein den Campus zu betreten oder eine Kette mit einem Davidstern zu tragen. Die Gruppierung „Students for Free Palestine“ besetzte am 14. Dezember 2023 einen Hörsaal der Freien Universität Berlin. Es kam zu Auseinandersetzungen zwischen den pro-palästinensische Anhängern und dagegen agierenden Personen. Die Polizei leitete Ermittlungen wegen Hausfriedensbruchs ein und nahm Anzeigen wegen Körperverletzung auf. Nach einem Bericht in Der Spiegel drangen Mitte Oktober 2024 ca. 40 Vermummte in das Präsidiumsgebäude der FU ein, um es zu besetzen. Sie zerstörten Möbel und Elektronik und sollen Mitarbeiter bedroht haben. Laut Spiegel wurden auch antisemitische Parolen und das rote Dreieck der Hamas an die Fassade gesprüht.
Die Recherche- und Informationsstelle Antisemitismus Berlin (Rias) dokumentierte zwischen dem 7. Oktober und 9. November neun Vorfälle an Hochschulen oder im Hochschulkontext. Als Reaktion auf die Ausschreitungen forderte die Präsidentin der Jüdischen Studierendenunion, Hanna Veiler, stärkere Sanktionen wie etwa Exmatrikulationen.
Seit Dezember 2023 kam es in Berlin zu zahlreichen unangemeldeten Sitzblockaden. Häufig wurden dafür Orte mit hohen Frequentierung ausgewählt, wie der Berliner Hauptbahnhof. Auch am Checkpoint Charlie fand am 26. Februar 2024 eine unangemeldete Sitzblockade statt, bei der Polizisten und Journalisten angegriffen wurden. Die Protestierenden riefen unter anderem Parolen wie „Israel is a terrorist state“ und „We want 48“ (Anspielung auf das Gründungsjahr Israels), die das Existenzrecht Israels in Frage stellen. Auch in den Vereinigten Staaten ist die Parole „We want 48“, oftmals ergänzt durch „We don’t want a Jewish state, we want 48“, bekannt.
Am 2. Februar 2024 trat ein propalästinensischer Student seinem jüdischen Kommilitonen Lahav Shapira, dem Bruder des Komikers Shahak Shapira, in Berlin-Mitte nach einem angeblichen Streit über den Nahostkonflikt mehrfach ins Gesicht, so dass dieser wegen Brüchen im Krankenhaus behandelt werden musste. Seine Familie sagte, der Angriff sei unvermittelt erfolgt, es habe vorher keinen Streit gegeben. Der Täter wurde ermittelt, die weiteren Ermittlungen übernahm der Staatsschutz des Landeskriminalamtes. Der jüdische Student war bereits bei der Besetzung eines Hörsaals der FU Berlin im Dezember 2023 durch propalästinensische Studenten bedrängt und geschubst worden, als er versuchte, Poster von den entführten Geiseln aufzuhängen. Eine unter anderem vom Zentralrat der Juden geforderte Exmatrikulation des Angreifers lehnte die Berliner Wissenschaftssenatorin Ina Czyborra aus hochschulrechtlichen Gründen ab. Dem Angreifer solle aber Hausverbot erteilt werden und der Täter strafrechtlich verfolgt werden. Wegner strengte eine Änderung des Hochschulgesetzes an, um eine Exmatrikulation zu ermöglichen.
Der angegriffene Student reichte im Juni 2024 Klage beim Verwaltungsgericht Berlin gegen die FU ein, da sie zugelassen habe, dass sich antisemitische Sprache zu Taten konkretisiert habe. Sie habe gegen Paragraph 5b der Berliner Hochschulgesetzes verstoßen, der die Universität dazu verpflichtet, „Diskriminierungen insbesondere wegen des Geschlechts, der ethnischen Herkunft, einer rassistischen oder antisemitischen Zuschreibung […] zu verhindern und bestehende Diskriminierungen zu beseitigen.“ Der Prozess begann im Juli 2025.
Die Staatsanwaltschaft Berlin erhob im September 2024 Anklage gegen den Angreifer. Das Amtsgericht Tiergarten verurteilte ihn im April 2025 zu drei Jahren Haft. Das Gericht sah es als erwiesen an, dass der Angreifer den jüdischen Studenten aus antisemitischer Gesinnung heraus geschlagen und getreten hatte. Das Urteil ist noch nicht rechtskräftig (Stand: April 2025).

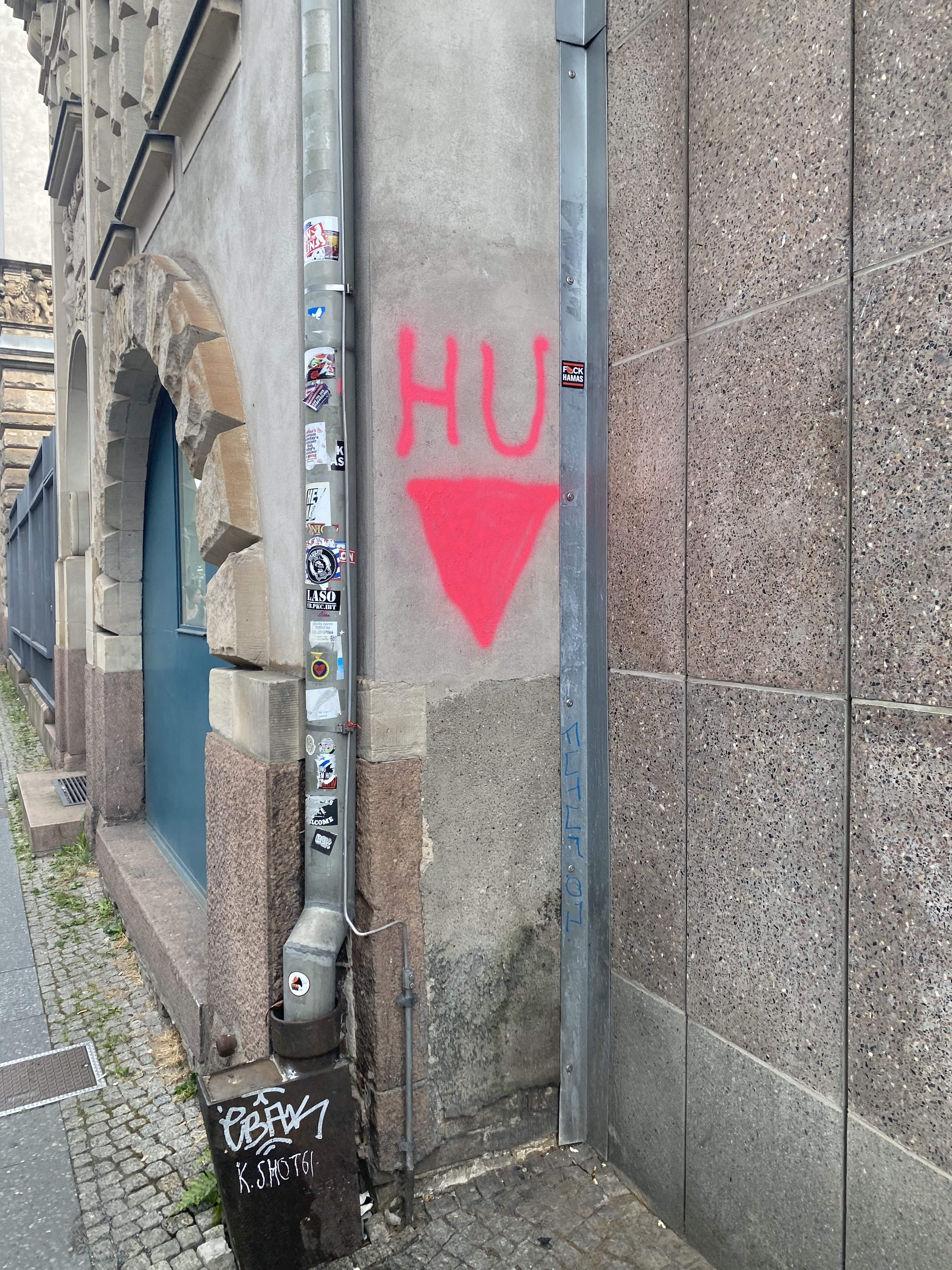
Rotes Hamas-Dreieck an der Fassade des Instituts für Sozialwissenschaften der HU Berlin (Juni 2024)

Nach der Berlinale-Preisverleihung am 25. Februar 2024 kam es zu Antisemitismusvorwürfen. Nach einer propalästinensischen Demonstration an der HU Berlin wurden im Mai 2024 37 Menschen festgenommen.
Bei der Besetzung des Instituts für Sozialwissenschaften der HU Berlin im Mai 2024 wurden Symbole und Slogans im Gebäude hinterlassen, die nach der Räumung durch die Polizei als antisemitisch eingeordnet wurden, darunter rote Hände und ein nach unten gerichtetes rotes Dreieck, mit dem die Hamas Angriffsziele markiert. Im Oktober 2024 berichtete der Tagesspiegel, es habe sich bei den Besetzern zum Teil um Samidoun und dem israelfeindlichen Netzwerk Masar Badil nahestehe Personen gehandelt, die nicht an der Universität studierten. Masar Badil soll eine Videokonferenz mit Hamas-Anführern durchgeführt haben.
Im Juni 2024 wurde an einem Gebäude der Technischen Universität eine antisemitische Schmiererei entdeckt. Nach Angaben der Polizei bestand sie aus einer Zeichnung eines Hauses mit Schornsteinen, aus denen Qualm drang. In eine Rauchwolke sei eine israelische Fahne gemalt worden. Unter der Zeichnung sei der Schriftzug „Sechs Millionen sind nicht genug“ angebracht worden. Der Staatsschutz ermittelte wegen des Verdachts der Volksverhetzung.
Das Hamas-Dreieck war auch an anderen Orten in Berlin zu sehen, etwa am Club About Blank und an der „Kulturschänke“ Bajszel in Neukölln. Im Juni tauchten weitere Dreiecke auf, unter anderem an Gebäuden der HU und der FU Berlin. Im Juli 2024 beschloss das Berliner Abgeordnetenhaus ein Verbot des Symbols. Im November wurde es vom Bundesinnenministerium verboten.
Der Berliner Antisemitismusbeauftragte und Sozialwissenschaftler Samuel Salzborn sagte Ende Mai 2024. Berlin sei „die Hauptstadt antisemitischer Eskalation“. Das liege daran, dass Aktionen in Berlin öffentlichkeitswirksamer als anderswo seien, andererseits auch schlicht an der Präsenz von Antisemiten in der Stadt. Die propalästinensischen Demonstrationen, vor allem in Neukölln, verfolgen nach seinen Worten „ausschließlich“ den Zweck antisemitischer Eskalation. Zugleich sprach er von einer Entwicklung, die „potenziell prä-terroristische Strukturen“ annehme.
Sebastian Leber konstatierte im Juli 2024 im Tagesspiegel, dass alle größeren Berliner Veranstaltungen, die in der Öffentlichkeit als „pro-palästinensisch“ firmierten, von Menschen organisiert und wesentlich geprägt worden seien, die Israel das Existenzrecht absprechen. Dazu zählte er die Proteste an den Universitäten, das Zeltlager auf der Reichstagswiese, den „Palästina-Kongress“, dutzende Großdemonstrationen und viele medienwirksame Störaktionen. Während Extremisten die Öffentlichkeit gesucht und gefunden hätten, seien die Gemäßigten massenhaft zu Hause geblieben. Nach dem Beitrag erhielt er nach eigenen Angaben zahlreiche Hassbotschaften. Auch körperliche Angriffe aus der Pro-Palästina-Szene gegen Journalisten haben zugenommen. Laut der Deutschen Journalistinnen- und Journalisten-Union (dju) Berlin-Brandenburg wurden seit dem 7. Oktober 2023 (Stand Mitte August 2024) über 48 derartige Angriffe dokumentiert, 42 davon in Berlin.
Bei der lesbischen Demonstration dyke* march wurden im Juli in Berlin antisemitische Parolen gerufen, worauf 28 Strafanzeigen folgten. Ein Reporter der Bild-Zeitung wurde nach der Veranstaltung von propalästinensischen Aktivisten mit einem Messer bedroht.
Im August 2024 wurde das Denkmal für den Rosenstraßen-Protest mit der Parole „Juden begehen Völkermord“ beschmiert.
Im Oktober 2024 wurde ein Antrag beim Berliner Linken-Parteitag abgelehnt, der auch „eliminatorischen Antisemitismus“ von links verurteilte. Daraufhin verließen etwa 40 Mitglieder aus Protest die Veranstaltung, darunter Petra Pau und Klaus Lederer. Lederer trat daraufhin am 23. Oktober 2024 zusammen mit Elke Breitenbach, Carsten Schatz, Sebastian Schlüsselburg und Sebastian Scheel aus der Partei aus.
Die Neuköllner „Kulturschänke“ Bajszel, in der israelfreundliche Veranstaltungen durchgeführt werden, wurde seit dem 7. Oktober 2023 mehrfach angegriffen und mit „Hamas-Dreiecken“ beschmiert. Am 29. September 2024 wurde ein Brandanschlag auf das Lokal verübt. In der Nacht zum 30. Oktober 2024 warfen Unbekannte einen Pflasterstein gegen eine Fensterscheibe.
Bei einem Fußballspiel von Kindern zwischen dem jüdischen Sportclub TuS Makkabi Berlin und Schwarz-Weiß Neukölln kam es zu antisemitischen Pöbeleien und Verfolgungen mit Messern und Stöcken.
Laut der Berliner Polizei ist zu beobachten, dass auch Kinder und Minderjährige „aktiv in die Demonstrationsdynamik eingebunden“ werden. Kinder fordern bei diesen Kundgebungen zur Intifada auf und rufen Parolen wie „We want 48“ (der Wunsch nach dem Zustand unmittelbar vor Israels Staatsgründung 1948) oder „From the River to the Sea“ (in Deutschland seit November 2023 verboten). Levi Salomon vom Jüdischen Forum bezeichnet diese Instrumentalisierung von Kindern durch ihre Eltern als „Erziehung zum Hass“, die eine „Kontinuität im Antisemitismus in diesem Milieu“ schaffe.
Ende Dezember 2024 sagte Berlins Polizeipräsidentin Barbara Slowik Meisel, der Berliner Polizei seien inzwischen 100 und 200 Menschen bekannt, die das Geschehen bei den propalästinensischen Demonstrationen bestimmten. Es handle sich um eine „sehr heterogene Szene“, es seien „Menschen, die propalästinensisch sozialisiert sind, aber auch Menschen aus dem linksextremistischen Spektrum oder Jugendliche, die die Auseinandersetzung mit der Polizei suchen“. Von rund 4.200 von der Berliner Staatsanwaltschaft erfassten Verfahren, die sich mit Straftaten im Kontext mit dem Gaza-Krieg befassen, gehe es in 1.560 Fällen (Stand 19. Dezember 2024) um Straftaten bei Demonstrationen zum Nahost-Konflikt.
Im Zusammenhang mit der Besetzung des Audimax der Alice-Salomon-Hochschule in Berlin-Hellersdorf kam es Anfang Januar 2025 zu antisemitischen Vorfällen. Unter anderem wurde die Büste der Jüdin Alice Salomon geschändet und vereinnahmt, indem ihr das palästinensische Nationalsymbol Kufiya angelegt wurde und sie mit dem Schriftzug „Palästina“ beschmiert wurde. Kritisiert wurde das Verhalten der Rektorin Bettina Völter, die zur einschreitenden Polizei gesagt hatte: „Wir erleben es als Bedrohung, dass Sie vorn am Eingang stehen.“
Am 31. Januar 2025 verurteilte das Berliner Landgericht eine aus dem Iran stammende Transfrau wegen versuchter schwerer Brandstiftung zu 2,5 Jahren Haft. Die Anti-Israel-Aktivistin hatte bei propalästinensischen Protesten im Jahr 2024 wiederholt Polizisten angegriffen und zwei Mal ein Polizeiauto angezündet, in einem Fall am 1. Oktober 2024 saß ein Beamter noch in dem Wagen. Als versuchte Sachbeschädigung verurteilte das Gericht einen Vorfall vor der iranischen Botschaft in Steglitz-Zehlendorf. Die Person habe dort eine geringe Menge Benzin vergossen und ein brennendes Feuerzeug in die Lache geworfen. Außerdem habe sie ein mit einem Davidstern verschlungenes Hakenkreuz an eine Wand in einem U-Bahnhof gesprüht. Laut Tagesspiegel zeugten ihre Taten aus Sicht der Staatsanwaltschaft von „hoher krimineller Energie“ und einem „undemokratischen Verhalten“.
Im Januar 2025 bespuckte ein Mann in Berlin-Mitte aus einer Gruppe heraus Fotos einer Ausstellung auf dem „Platz-der-Hamas-Geiseln“ der am 7. Oktober 2023 entführten Menschen und bedrohte einen Sicherheitsmitarbeiter.
Bei einer anti-israelischen Demonstration am 1. Februar 2025 in Mitte sollen Demonstranten laut einem Bericht der Jüdischen Allgemeinen und der Berliner Zeitung dazu aufgerufen haben, dass Personen, die Waffen besitzen, damit Juden erschießen oder sie (Anmerkung: die Waffen) an die Hamas übergeben sollen. Die Jüdische Allgemeine berichtete dies unter Berufung auf die Bild-Zeitung und ein X-Posting von Ahmad Mansour. Die Berliner Polizei verschärfte in Folge die Auflagen für bestimmte Demonstrationen, erließ ein Verbot arabischer Parolen (nur Ausrufe auf Englisch und Deutsch erlaubt) und sprach Teilnahmeverbote für Extremisten aus. Eine propalästinensische Demonstration in Berlin-Schöneberg, bei der es trotzdem zu arabischen Redebeiträgen und Ausrufen kam, wurde vorzeitig aufgelöst.
Am 21. Februar griff ein 19-jähriger Syrer einen spanischen Touristen am Holocaust-Mahnmal mit einem Jagdmesser an und verletzte ihn schwer am Hals. Der Täter wurde festgenommen, die Ermittler sagten, dass er seinen Äußerungen zufolge gezielt Juden töten wollte, man gehe von einem antisemitischen Motiv aus. Der Antisemitismusbeauftragte der Bundesregierung, Felix Klein sagte: „Die Tat macht nicht nur erneut die tödliche Gefahr von Judenhass deutlich, sondern zeigt auch, dass jeder Mensch Opfer einer antisemitischen Gewalttat werden kann.“
Im Februar 2025 wurde eine antisemitische Schmiererei an einer Außenwand der Synagoge Beth Zion in der Brunnenstraße entdeckt. Der englischsprachige Schriftzug „I like November“ sollte mutmaßlich die Reichspogromnacht am 9. November 1938 verherrlichen.
Mitte April 2025 wurde der Emil-Fischer-Hörsaal der Berliner Humboldt-Universität von „propalästinensischen“ Aktivisten besetzt. Es kam zu Sachbeschädigungen wie herausgerissene Holzbänke sowie zu israelfeindlichen und propalästinensischen Schmierereien, darunter auch Symbole der Terrororganisation Hamas wie das Hamas-Dreieck. Nach ersten Schätzungen belief sich der Schaden auf 60.000 bis 100.000 Euro. Aus all diesen Gründen ließ die Universitätspräsidentin Julia von Blumenthal den Hörsaal von der Polizei räumen. Dabei kam es zu Widerstand gegen Vollzugsbeamte. Im Saal befanden sich 89 Aktivisten, auf der Straße 120. Laut Polizei wurden 100 Strafermittlungsverfahren eingeleitet und Platzverweise ausgesprochen.
Im Park am Gleisdreieck wurde im Juni 2025 ein Mann mit einer Davidsternkette von einem Angreifer mit einem Messer mit dem Tode bedroht. Der Angreifer verglich den Davidstern mit dem Hakenkreuz. Der Angreifer wurde danach psychiatrischer Behandlung zugeführt.
Im ersten Halbjahr 2025 verzeichnete die Berliner Polizei 615 antisemitische Straftaten. Propagandadelikte machten die die Hälfte der antisemitisch motivierten Straftaten aus. Bei einem Fünftel aller Taten ging es um Volksverhetzung, bei einem Sechstel um Sachbeschädigung. Erfasst wurden auch neun Gewaltdelikte. Sieben Menschen wurden demnach verletzt, mindestens eine Person schwer. Hinzu kamen fünf Fälle von Bedrohung. In einem Fall ging es um Bildung einer terroristischen Vereinigung. Auch ein Tötungsdelikt gab es, die Bundesanwaltschaft erhob im Juli 2025 Anklage wegen versuchten Mordes gegen den 19-jährigen Syrer, der in der Absicht Juden zu töten am Holocaustmahnmal auf einen Spanier eingestochen hatte. Die Täter seien „Israelhasser“ und „die Pro-Palästina-Szene“, schrieb der Tagesspiegel. Israel und jüdisches Leben seien erklärte „Feindbilder jihadistischer Gruppierungen und militanter oder terroristischer Akteure und somit direktes operatives und propagandistisches Ziel“, erklärt die Innenverwaltung.

##### Aufkleber, Plakate und Graffiti

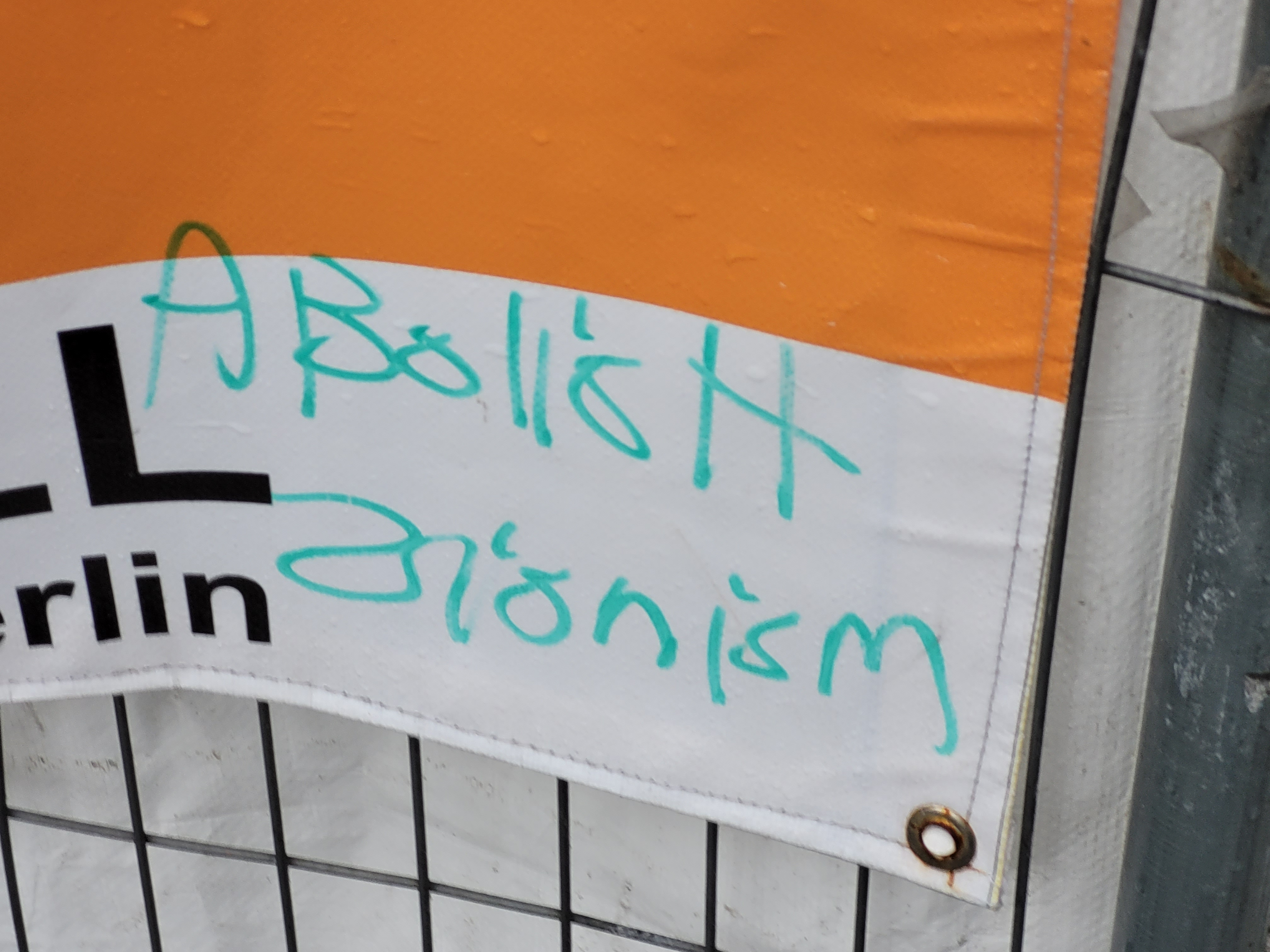
Graffito mit Slogan „Abolish Zionism“, Berlin, Februar 2024

Auf den Krieg in Israel und im Gazastreifen bezogen sich Solidaritätsbekundungen, die auch in Form von Aufklebern, Plakaten und Graffiti zum Ausdruck kamen. In ihnen kamen auch antizionistische Aufrufe und Narrative zur Sprache, die sich gegen den Staat Israel richteten und oft Zusammenhänge mit dem Antisemitismus zeigten, denn mit dem Konflikt zwischen Israel und der Hamas brach auch ein Krieg der Worte aus. Der deutsche Politikwissenschaftler Jürgen P. Lang schrieb hierzu: „Das kann bis zu Forderungen reichen, die Existenz Israels auszulöschen. Die Losung ‚From the river to the sea, Palestine will be free‘ gilt als Aufruf, Israel von der Landkarte zu tilgen und einen Palästinenserstaat vom Fluss Jordan bis ans Mittelmeer zu errichten. Ein solcher Antizionismus ist antisemitisch, denn er ‚läuft auf die Aufhebung einer gesicherten Zufluchtsstätte für die Juden und eine damit verbundene Verfolgung hinaus.‘“ Eine verbreitete Form des Antisemitismus sei, so Lang, die Gleichsetzung Israels mit dem NS-Regime. Die Behauptung, was der Staat Israel mit den Palästinensern macht, sei im Prinzip dasselbe, was die Nationalsozialisten mit den Juden gemacht hatten, sei weit verbreitet. Die Antisemitismus-Experten Klaus Holz und Thomas Haury sehen darin eine Strategie, eigene antisemitische Positionen als „demokratisch“ zu tarnen: „Eben dies ist ein wesentlicher Grund, warum das zentrale Problem des postnazistischen Antisemitismus als Antisemitismus gegen Israel gelöst wird.“ Antisemitismus komme heute, so Lang, „teilweise wieder als offen zur Schau gestellter Judenhass daher. Am Tag des Überfalls der Hamas-Terroristen auf Israel zogen zum Beispiel Sprayer-Gruppen durch Berlin und schrieben neben Sprüche wie Free Palestine und Hamas auch "Sieg Heil" und "Lang lebe der Führer" auf Fassaden.“ Doch natürlich seien Solidaritätsbekundungen mit den Palästinensern nicht dasselbe wie Äußerungen pro Hamas. Mitgefühl für Betroffene in Gaza oder das Verurteilen von Raketenangriffen, die auch die Zivilbevölkerung treffen, seien nicht allgemein antisemitisch.
Plakate zur Erinnerung an die entführten Geiseln werden laut der Antisemitismus-Meldestelle RIAS immer wieder beschädigt oder entfernt. In ganz Deutschland kommt es zu Vandalismus an diesen Plakaten, der auch international beobachtet wird. Der Sprecher des RIAS-Bundesverbandes, Marco Siegmund, äußerte sich dazu: „Wir betrachten diese Fälle als antisemitische Vorfälle, da sie das Gedenken an Jüdinnen und Juden stören und gleichzeitig der Terror und die antisemitische Gewalt der Hamas gutgeheißen wird.“
Am 23. Mai wurden in der Humboldt-Universität Plakate mit dem Porträt des einen Tag zuvor in den USA ermordeten Yaron Lischinsky geklebt. Neben seinen Lebensdaten waren die Plakate mit dem roten Hamas-Winkel und der Überschrift „Make Zionists Afraid“ (deutsch etwa: ängstige Zionisten) versehen.

#### Großbritannien
In britischen Städten (darunter London, Manchester und Brighton) und schwedischen Städten (darunter Malmö, Stockholm, Kristianstad und Helsingborg) sowie in einem Flüchtlingsaufnahmelager auf der griechischen Insel Samos bejubelten muslimische Gruppen den Terrorangriff auf Israel. Die Metropolitan Police in London teilte mit, dass die Zahl antisemitischer Vorfälle in der Hauptstadt seit dem Terrorangriff auf Israel stark zugenommen habe. Mehrere jüdische Schulen in Großbritannien mussten aus Sicherheitsgründen vorübergehend schließen.
Die britische Nichtregierungsorganisation Community Security Trust meldete im Februar 2024 mit 4103 antisemitischen Vorfällen im Jahr 2023 einen Höchststand seit 1984, als die Erfassung begann. Zwei Drittel der Taten hätten am oder nach dem 7. Oktober 2023 stattgefunden. Bei einem Großteil handelte es sich um Einschüchterungen, Beschuldigungen und Demütigungen. In Hunderten Fällen sei es zudem um Körperverletzung, Drohungen sowie Schändung jüdischer Orte gegangen. Die Organisation sprach von einer „Explosion des Hasses“. Ein Fünftel aller Betroffenen des Antisemitismus waren laut CST jünger als 18 Jahre.

#### Frankreich
In Frankreich nahmen antisemitische Angriffe seit dem 7. Oktober 2023 stark zu. Nach Angaben des französischen Innenministers Gérald Darmanin wurden 819 Taten registriert und 414 Festnahmen vorgenommen. (Stand: 1. November 2023) Laut Bernard-Henri Lévy erlebte Frankreich eine Welle des Antisemitismus wie seit 1945 nicht mehr. Europas größte jüdische Gemeinde, mit mehr als 500.000 Mitgliedern, lebt in Frankreich.
Im Pariser Stadtgebiet erhielten mehrere jüdische Schulen Bombendrohungen, die mit den Worten „Al-Qaïda bomb“ und „Allahu Akbar“ unterzeichnet waren. Infolgedessen wurden drei Schulen vorübergehend evakuiert. In Pariser Vorstädten und im 14. Pariser Arrondissement kam es zu Farbmarkierungen in Form von Davidsternen an Häusern, in denen jüdische Menschen wohnen. Anfang November fasste die Polizei dann zwei Täter auf frischer Tat. Ein 33-jähriger Mann und eine 29-jährige Frau aus Moldawien sollen eine Hauswand im 10. Arrondissement mit einem Davidstern markiert haben, berichtete der Radiosender „Europe 1“. Die beiden Moldawier sollen ausgesagt haben, sie hätten im Auftrag eines Russen gehandelt. Unklar ist, ob das Paar aus Moldawien auch die anderen Häuser in Paris mit dem Davidstern markiert hatte. Wenige Tage später besprühten zwei andere Moldawier Hauswände in Paris mit Davidsternen, eine dritte Person fotografierte die besprayten Hausmauern, wie in Aufnahmen von Überwachungskameras zu sehen war. Sie verließen das Land sofort nach dieser Operation. Der französische Inlandsgeheimdienst geht in beiden Fällen mit moldawischen Tätern von derselben russischen Regie aus, wie die Zeitung Le Monde berichtete.
Auch die Fassaden jüdischer Geschäfte und eines Sportstadions in Carcassonne im Süden Frankreichs wurden kurz nach dem 7. Oktober mit antisemitischen Inhalten wie „Tuer les Juifs est un devoir“ (deutsch: Juden töten ist Pflicht) beschmiert. Frankreichs Justizminister Éric Dupond-Moretti kritisierte im Nachrichtenmagazin Tribune du Dimanche die Verantwortung der politischen Linken: „Ich habe etwas Mühe zu verstehen, warum (die Partei) La France insoumise es nicht schafft, die Hamas als terroristische Bewegung zu bezeichnen. Es gilt, Klarheit zu schaffen. Es sind nicht die Muslime, die auf die Juden spucken, sondern die Islamisten. Man kann für die palästinensische Sache und einen palästinensischen Staat eintreten, aber man kann nicht hinnehmen, dass der wachsende Kommunitarismus in unserem Land diesen Antisemitismus fördert. Laizität bedeutet, dass jeder seine Religion frei ausüben kann, ohne deswegen angegriffen oder beschimpft zu werden“. Am 4. November wurde eine Jüdin in Lyon an ihrer Haustür von einem schwarz gekleideten Mann, dessen Gesicht maskiert war, mit einem Messer angegriffen und schwer verletzt. An der Wohnungstür befand sich eine Mesusa. Nach dem Attentat wurde an der Haustür ein Hakenkreuz entdeckt. Die Ermittler gehen von einem antisemitischen Verbrechen aus.
Am 12. November 2023 demonstrierten in ganz Frankreich nach Angaben des französischen Innenministeriums 182.000 Menschen gegen Antisemitismus, davon 105.000 in Paris.

#### Österreich
Die Zahl der antisemitischen Vorfälle ist nach dem Hamas-Terrorangriff auf Israel in Österreich signifikant gestiegen, wo es vor allem in Wien bei Protesten immer wieder zu Vorfällen kam. Die Sonderauswertung wurde von der Antisemitismus-Meldestelle der Israelitischen Kultusgemeinde Wien (IKG) für den Zeitraum von 7. bis 19. Oktober durchgeführt und zeigt hochgerechnet ein Plus von 300 Prozent. Gezählt wurden dabei ausschließlich jene Vorfälle, die in dieser kurzen Zeit verifiziert werden konnten. In diesem ersten Zeitraum nach dem Beginn des Krieges wurden insgesamt 76 antisemitische Vorfälle gemeldet. Beispiele der Vorfälle sind etwa das Einschlagen einer Fensterscheibe eines koscheren Lebensmittelgeschäfts im 2. Bezirk. Unter anderem gab es drei Fälle an öffentlichen Schulen, bei denen jüdische Schulkinder durch terrorverherrlichende Gleichaltrige eingeschüchtert wurden. Hinzu kamen schoahrelativierende und gar schoahglorifizierende Hassbotschaften on- wie offline. In Österreich demonstrierten unter anderem 700 Menschen in Bregenz oder 200 Personen in Salzburg.
Zu einem Gedenken hatte die IKG am 11. Oktober aufgerufen und im Vorfeld der Veranstaltung ersucht, auf dem Weg zum Ballhausplatz sowie beim Verlassen der Veranstaltung mitgeführte Israelfahnen, Transparente etc. verdeckt zu führen und den Bereich rund um den Stephansplatz zu meiden, wo eine propalästinensische Demo stattfand. Auch in Wien gebe es Unterstützer der Hamas, die deren Entführungen und Morde gutheißen würden, so der IKG-Präsident Oskar Deutsch. „Sie haben aber auch Verbündete, die nicht so offen den Terror der Hamas bejubeln. Vereinzelte Hamas-Apologeten in Medien und Wissenschaft, die täglich eine mediale Bühne für ihre Relativierungen erhalten.“ Dabei gebe es – egal ob in Gaza oder Israel – nur einen klaren Verantwortlichen für Tote: „Die Hamas“, so Deutsch. Mehrere Politiker nahmen teil, darunter Bundeskanzler Karl Nehammer, Vizekanzler Werner Kogler oder Wiens Bürgermeister Michael Ludwig. Der erkrankte Bundespräsident Alexander Van der Bellen ließ eine Botschaft verlesen.
Im Dezember 2023 zeigte die Jüdische österreichische Hochschüler:innen (JöH) Vorfälle an Wiener Hochschulen auf. An der Universität für Angewandte Kunst forderte eine Rednerin auf einer Veranstaltung pro-palästinensischer Aktivisten dazu auf, das Massaker der Hamas auf Israel vom 7. Oktober nicht mehr zu erwähnen, es habe keine Gewalt gegeben. Mehrere Stimmen skandierten, dass Alon Ishay, der JÖH-Präsident, der die Aussagen mit seinem Handy filmte, die Kundgebung sofort verlassen solle; dabei wurde Ishay auch bedrängt. Die Central European University (CEU) mit Rektorin Shalini Randeria verweigerte monatelang Gespräche mit der jüdischen Studierendenvertretung und ließ Veranstaltungen von Akteuren der vielfach als antisemitisch eingestuften Kampagne Boycott, Divestment and Sanctions zu. Auf einer von der CEU-Studierendenvertretung finanzierten Feier riefen Studierende “Zionists get the f*** out” und stellten einen jüdischen Studierenden mit Davidstern-Kette bloß. Der österreichische Nationalrat stimmte im Dezember 2023 mit breiter Mehrheit für eine Reform des Verbotsgesetzes, wo etwa der Strafrahmen für die Verwendung oder Verbreitung von in Österreich verbotenen Symbolen über nationalsozialistische Symbole hinaus verschärft und auf jene der Hamas, Grauen Wölfe oder Hisbollah unter anderem ausgeweitet wurde. Das sichtbare Tragen von Zeichen dieser islamistischen Organisationen wird damit genauso streng bestraft wie das Tragen von Nazi-Symbolen. Die Strafverschärfung gilt als Reaktion auf die Anti-Israel-Stimmung im Zuge des Krieges in Nahost.
Die Antisemitismusmeldestelle der IKG zeigte in ihrem Jahresbericht im März 2024 auf, dass sich antisemitische Vorfälle seit dem Hamas-Terrorangriff in Österreich verfünffacht haben. Gemäß dem Bericht lag die Gesamtzahl der gemeldeten Vorfälle im Jahr 2023 bei 1.147, womit ein neuer Negativrekord aufgestellt wurde. Allein im Oktober wurden 200, im November 226 und im Dezember 294 Fälle gemeldet, wodurch in diesem Zeitraum mehr als im ganzen Jahr 2022 gemeldet wurden, wo die Zahl bei 719 lag. Aufgrund der vermehrten Attacken seit dem Hamas-Terrorangriff würden viele Jüdinnen und Juden aus Angst keine religiösen Symbole in Österreich mehr tragen. Im September 2024 wurde auf einer Fassade in Wien-Donaustadt etwa ein Davidstern, der an einem Galgen baumelt aufgemalt mit den Sätzen: „Die Juden begehen Völkermord. Was tun Sie dagegen?“. Im Juli 2024 startete die österreichische Bundesregierung eine Kampagne gegen den steigenden Antisemitismus im Netz. Es wird an mehr Zivilcourage appelliert und in Sujets erklärt, wie man Antisemitismus im Zusammenhang mit Israel oder die Verharmlosung des Holocausts erkennen kann. IKG-Präsident Deutsch berichtete von persönlichen Beschimpfungen, Übergriffen und Vandalismus im Zusammenhang mit der Zunahme von Antisemitismus, was insbesondere auf 7. Oktober 2023, aber auch die Corona-Pandemie zurückzuführen ist. Ein entsprechender Gipfel fand in diesem Zusammenhang unter anderem mit den Social-Media-Plattformen Google, Meta Platforms, Snapchat und Tiktok statt.
Im Vorfeld des ersten Jahrestages vom 7. Oktober kritisierte die IKG die Abhaltung eines „Palästina-Kongresses“ mit umstrittenen Persönlichkeiten und mit Beteiligung der BDS-Bewegung, die in Österreich offiziell als antisemitisch eingestuft wird. Auffällig war dasselbe Impressum der Veranstaltungs-Organisatoren mit der Liste Gaza, die sich an der Organisation beteiligte. Die Gruppe forderte im Juli 2024 öffentlich Beweise für Vergewaltigungen durch Hamas-Terroristen in einem Post auf der Plattform X: „Gut, dann zeigen Sie mir ein einziges Video oder Foto das nachweislich vom 7.10. ist und eine Vergewaltigung zeigt! Nein, Berichte zählen nicht, sagen können Menschen viel und Israel manipuliert Menschen ganz hervorragend. Zeigen Sie mir einen Beweis, der auch vor Gericht besteht“. Der Aktivist Wilhelm Langthaler verglich den Hamas-Überfall des 7. Oktober 2023 mit dem „Ausbruchsversuch der Juden aus dem Warschauer Ghetto“. Benjamin Nägele von der Israelitischen Kultusgemeinde warnte vor dem Kongress: „Da ist ein Event des Hasses geplant und das ist brandgefährlich. Personen, die dort auftreten sollen, hießen wiederholt den Terror gegen Juden gut und verbreiten bis heute unentwegt die Speaking Points der Hamas.“ Im April 2024 wurde in Berlin eine ähnliche Veranstaltung aufgelöst. Die umstrittene Veranstaltung fand trotz einer kurzfristigen Verlegung auf Druck der Stadtregierung letztendlich in Wien statt. Die Polizei erklärte, dass es „keine rechtliche Handhabe“ gebe. Die Antisemitismus-Meldestelle der IKG vermeldete im Oktober 2024 einen weiteren Anstieg der antisemitischen Vorfälle in Österreich. Im ersten Halbjahr gab es laut der Angabe der Kultusgemeinde insgesamt 808 Meldungen, was einer Zunahme um rund 160 Prozent im Vergleich zum ersten Halbjahr 2023 entspreche. Die häufigste Erscheinungsform war ein israelbezogener Antisemitismus, der seit dem Hamas-Massaker zugenommen habe. Es kam vor allem zu Shoah-Relativierungen und -Leugnungen. Der IKG-Generalsekretär und Leiter der Meldestelle, Benjamin Nägele, sprach von einem „enthemmten Antisemitismus“, dem Jüdinnen und Juden seit dem 7. Oktober ausgesetzt seien.
Im Jahresbericht 2024 der Antisemitismus-Meldestelle der IKG wurden erneut deutlich mehr Vorfälle registriert als im Jahr davor. Es wurden 1.520 antisemitische Vorfälle in Österreich registriert, 2023 waren es 1.147 Meldungen, das bedeutet eine Zunahme um 32,5 Prozent. Betrachtet man den ideologischen Hintergrund der Angriffe, so waren 30,8 Prozent (468 Fälle) nicht zuordenbar. 29,8 Prozent (453 Fälle) hatten einen muslimischen Hintergrund, 24,7 Prozent (376) einen linken und 14,7 Prozent (223) einen rechten Hintergrund. Es kam insbesondere zu einem starken Anstieg von israelbezogenem Judenhass, der auf das Massaker der Terrororganisation Hamas am 7. Oktober 2023 und dem folgenden Gaza-Krieg zurückzuführen ist.
Im Juli 2025 verweigerte ein Campingplatzbetreiber einem israelischen Paar die Unterbringung und beschimpfte es angeblich antisemitisch. Die österreichische Außenministerin Beate Meinl-Reisinger schrieb: „Keine Toleranz gegenüber Antisemitismus.“ Solche Vorkommnisse seien inakzeptabel und hätten keinen Platz in der Gesellschaft. Der israelische Botschafter in Österreich David Roet sprach auf der Plattform X von einem „hässlichen Hass“.

#### Schweiz
Beschimpfungen gegen Jüdinnen und Juden, antisemitische Schmierereien und tätliche Angriffe haben seit dem Terrorangriff der Hamas auch in der Schweiz stark zugenommen. In den Wochen vom 6. bis 27. Oktober, also unmittelbar nach dem Terrorangriff der Hamas (7. Oktober 2023), registrierte der Schweizerische Israelitische Gemeindebund (SIG) über 30 Fälle mit Straftatbeständen, die auf antisemitischen Motiven basieren, wohingegen es im gesamten Vorjahr (2022) nur 57 Vorfälle waren. Zwischenfälle gab es laut CICAD, der Meldestelle für antisemitische Vorfälle in der Westschweiz, zum Beispiel an Schulen. Jüdische Schüler wurden zum Teil auf rassistische Weise beleidigt oder bedroht und jüdische Wohngemeinschaften mit antisemitischen Graffiti beschmiert. Ähnliche Vorfälle gab es auch in den Halbkantonen Basel-Stadt und Baselbiet, wo an jeweils zwei Schulen jüdische Schüler zu Opfern antisemitischer Äußerungen wurden. Auch auf pro-palästinensischen Demonstrationen in Zürich, Lausanne, Genf, Biel, Luzern und Bern sei es zu antisemitischen Vorfällen gekommen. Bei einer Demonstration am 11. November in Zürich wurde zum Beispiel der umstrittene Spruch „From the river to the sea“ (gemeint ist das Gebiet vom Fluss Jordan bis ans Mittelmeer) skandiert. Dieser wird von der israelischen Seite her oft als antisemitisch bezeichnet, weil er Israel sein Existenzrecht abspreche. Jonathan Kreutner, Generalsekretär des Schweizerischen Israelitischen Gemeindebundes, erklärte gegenüber SRF, dass Jüdinnen und Juden in der Schweiz noch nie so viele und so heftige antisemitische Vorfälle erlebt hätten wie in den Wochen nach dem Terroranschlag der Hamas auf Israel. Am 2. September fand auf dem Münsterhof in Zürich eine Kundgebung zur Unterstützung der jüdischen Gemeinschaft und gegen Antisemitismus statt. Anwesend waren Vertreter der Kirche sowie auch Ständerat Daniel Jositsch, Nationalrat Gerhard Pfister und Alfred Heer. Am Abend des 2. März 2024 wurde in Zürich ein orthodoxer Jude lebensbedrohlich von einem Jugendlichen bei einem Messerangriff verletzt. Hinweise deuten auf ein antisemitisch motiviertes Verbrechen hin. Der mutmaßliche Täter wurde verhaftet. Ende August 2024 griffen zwei Männer in Davos einen orthodoxen Juden an. Einer der Täter wurde ausgeschafft, der andere tauchte unter und wurde in Abwesenheit zu einer Freiheitsstrafe von zwei Monaten verurteilt. Im November 2024 wurde das Redaktionsgebäude der Neuen Zürcher Zeitung mit einem roten Hamas-Dreieck besprüht. Anfang März 2025 griff ein Mann in Luzern zwei Menschen unabhängig voneinander verbal und einen davon auch tätlich an; ein Überfall fand kurz vor der Synagoge statt. Ende Mai 2025 versammelten sich in Bern 2000 Teilnehmer zu einer – nicht genehmigten – sogenannten propalästinensischen Kundgebung auf dem Bahnhofsplatz und zogen in Richtung Altstadt zur nur rund 700 Meter entfernten Synagoge. Augenzeugen zufolge stoppte die Polizei den Demonstrationszug nur 20 Meter vor dem Gotteshaus mittels Tränengas, Gummischrot und Wasserwerfern. Dabei wurden sie aus der Menge mit Feuerwerkskörpern und Gegenständen beworfen.

#### Niederlande

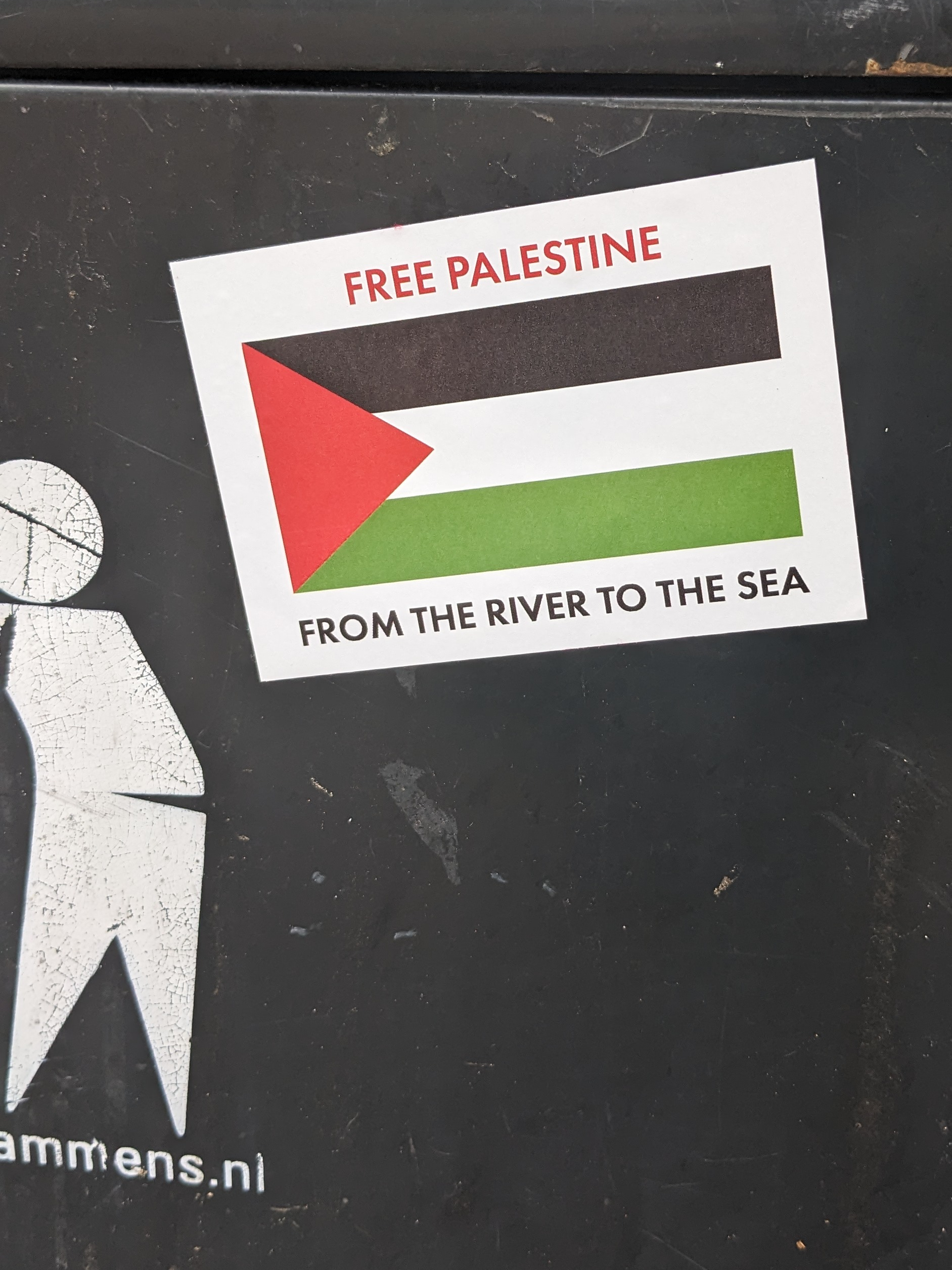
Aufkleber mit Slogan „Free Palestine from the river to the sea“, Schiedam, Niederlande, Oktober 2023

Vor und nach dem Fußballspiel zwischen Ajax Amsterdam und Maccabi Tel Aviv am 7. November 2024 kam es an mehreren Orten in der Stadt zu Auseinandersetzungen zwischen pro-palästinensischen Beteiligten und israelischen Fußballfans. Ein niederländisches Gericht befand im Dezember 2024 fünf Männer für schuldig, „Anhänger des israelischen Fußballvereins Maccabi Tel Aviv auf der Straße angegriffen und getreten zu haben sowie in Internet-Chatgruppen zu Gewalt aufgerufen zu haben“. Die Angreifer hätten in Onlinenetzwerken zu Attacken gegen Juden aufgerufen. Die Bürgermeisterin Femke Halsema sprach von antisemitischen Attacken, wies aber auch darauf hin, dass keine jüdischen Einrichtungen der Stadt angegriffen wurden.

### USA
In den USA gab es nach Mitteilung der Nichtregierungsorganisation Anti-Defamation League zwischen dem 7. und 23. Oktober 2023 mindestens 312 Meldungen über antisemitische Vorfälle. Im Vorjahreszeitraum waren es 64. Das entspricht einem Anstieg von mehr als 380 Prozent.
Am 5. November 2023 kam es zwischen Teilnehmern einer propalästinensischen und einer proisraelischen Demonstration in der Stadt Thousand Oaks im US-Bundesstaat Kalifornien zu einer Auseinandersetzung. Dabei wurde der 69-jährige Jude Paul Kessler, der eine Israel-Fahne in der Hand hielt, am Kopf getroffen. Er stürzte zu Boden, wurde nach hinten geschleudert und schlug mit dem Kopf auf den Asphalt auf. Er verstarb am folgenden Tag im Krankenhaus. Das Büro des Gerichtsmediziners von Ventura County bezeichnete die Todesart als Tötungsdelikt. Ein Hassverbrechen werde nicht ausgeschlossen.
Antisemitismus nahm seit dem 7. Oktober 2023 an amerikanischen Elite-Universitäten zu. Laut einer Umfrage der Anti-Defamation League erlebten seit Beginn des Semesters 2023/24 mehr als zwei Drittel aller jüdischen Studierenden Antisemitismus. Rund zwei Drittel aller jüdischen Studenten fühlten sich vor dem 7. Oktober auf ihrem Campus sicher, danach nur noch knapp die Hälfte. In der Harvard University sei Antisemitismus, der bis zur offenen Sympathie mit der Hamas gehen könne, verbreitet. Juden würden als Täter gelten, nicht als Opfer, schrieb David Signer.
Eine Anhörung im US-Kongress, zu der auch die Präsidentinnen von Harvard und dem Massachusetts Institute of Technology (MIT) geladen waren, behandelte antisemitische und islamophobe Vorfälle an den betroffenen Bildungseinrichtungen seit dem Angriff der islamistischen Hamas auf Israel am 7. Oktober. Die Präsidentinnen räumten solche Vorfälle ein, verteidigten sich jedoch gegen den Vorwurf, nicht ausreichend gegen Antisemitismus auf dem Campus vorzugehen.
Im von Republikanern geführten Bildungsausschuss wurde die Frage aufgeworfen, ob der „Aufruf zum Völkermord an den Juden“ an den Universitäten gegen Richtlinien zu Mobbing und Belästigung verstoße. Harvard-Präsidentin Claudine Gay antwortete, dass dies vom Kontext abhänge, was zu Empörung führte. Als Reaktion auf die Kritik gab die Präsidentin der University of Pennsylvania, Elizabeth Magill, ihren freiwilligen Rücktritt bekannt.

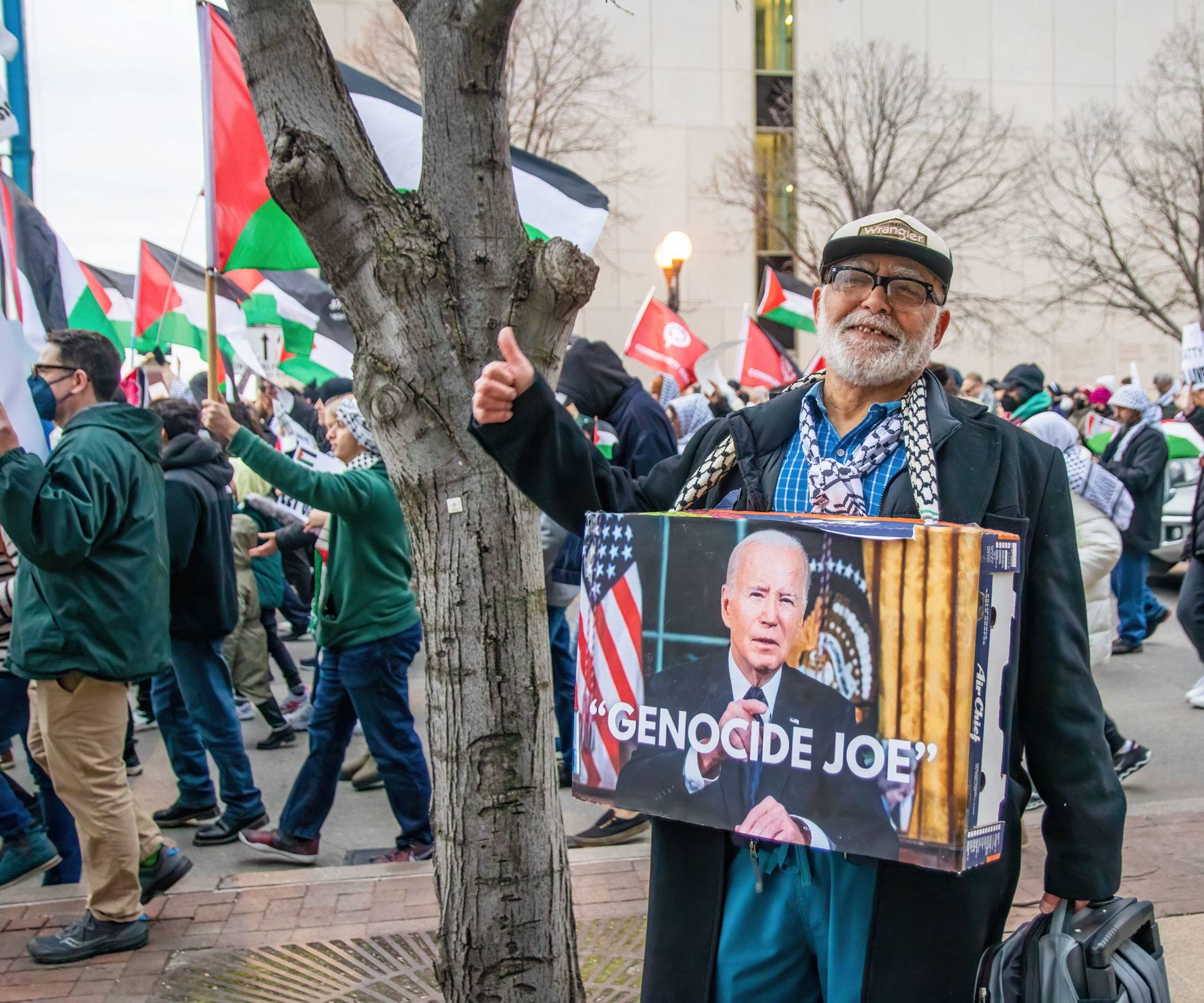
Demonstrant mit Schild „Genocide Joe“ und Foto von Joe Biden in Columbus, Ohio (2023)

Nach Medienberichten vom 1. November 2023 ermittelte die US-Bundespolizei FBI gegen einen 21-jährigen Studenten der Cornell University in New York, der in einem universitären Online-Diskussionsforum zum Mord an Juden aufgerufen haben soll. Er habe zudem damit gedroht, „ein Sturmgewehr auf den Campus zu bringen“ und alle Juden zu erschießen.
Im April 2024 verurteilte US-Präsident Joe Biden Antisemitismus bei Protesten an der Columbia University. Im Zusammenhang mit Demonstrationen an US-amerikanischen Universitäten wurden etwa 2000 Menschen festgenommen (Stand: Mai 2024). Biden wurde von verschiedenen Seiten persönlich angegriffen. Die Republikaner machten ihn für das „Chaos“ an den Universitäten verantwortlich und von linker Seite wurde er als „Genocide Joe“ („Genozid-Joe“) beschimpft, in Anlehnung an den Vorwurf, Israel begehe in Gaza einen Genozid. Laut der Politikwissenschaftlerin und Historikerin Larissa Schober wird dieser Vorwurf bei Protesten auf undifferenzierte und dämonisierende Weise erhoben, was Antisemitismus befördere.
Im März 2025 strich US-Präsident Donald Trump der Columbia University 400 Millionen Dollar an Zuwendungen, weil sie jüdische Studierende nicht genug vor Belästigungen und Bedrohungen auf dem Campus geschützt habe; die US-Behörden kündigten an, dies sei nur „die erste Runde von Maßnahmen“. Für die Vergleichende Literaturwissenschaftlerin Marianne Hirsch, selber Tochter von Holocaustüberlebenden, ist der Schutz jüdischer Studierender nur ein Vorwand: „Wir kennen die Strategie, Jüdinnen und Juden abzusondern und als Grund für politische Maßnahmen herauszustellen“. Dergleichen bekämpfe nicht den Antisemitismus, sondern fördere ihn.
Im April 2025 ließ die Trump-Regierung 2,2 Milliarden Dollar an Fördergeldern für die Harvard-Universität einfrieren und begründete dies mit antisemitischen Protesten auf dem Campus der Universität; Harvard erhob Klage gegen die Regierung. Das American Jewish Committee stellte sich gegen die Maßnahmen von Trump und verurteilte die „übermäßig weitreichenden“ Kürzungen der Forschungsmittel, wodurch Wissenschaft und Innovation gefährdet werde und von eigentlich notwendigen Maßnahmen abgelenkt werde. „Die richtige und wesentliche Rolle der US-Regierung bei der Bekämpfung von Antisemitismus liegt in starken Antidiskriminierungsgesetzen“, betonte das Committee. Im Mai 2025 verbot die US-Regierung Harvard, ausländische Studierende aufzunehmen. Ausländer, die bereits an der Universität immatrikuliert sind, müssen sich demnach eine andere Universität suchen, oder sie verlieren ihre Aufenthaltsgenehmigung. Diese Maßnahmen wurden begründet mit der Ideologie, die Harvard angeblich vertrete, dem Antisemitismus auf dem Campus, Gewalt und mit einer Zusammenarbeit mit der Kommunistischen Partei Chinas.
Im Mai 2025 wurden beim Verlassen des Jüdischen Museum in Washington zwei Mitarbeiter der israelischen Botschaft erschossen. Eines der beiden Opfer war Deutscher. Der tatverdächtige 30-jährige Amerikaner aus Chicago schoss gezielt aus der Nähe auf ein bereits schwerverletztes Opfer. Er rief bei der Festnahme „Free, free Palestine“ und sagte danach: „Ich habe es für Gaza gemacht.“
Anfang Juni 2025 attackierte ein Mann eine friedlich demonstrierende Gruppe in Boulder, Colorado mit einem selbstgebauten Flammenwerfer („makeshift flamethrower“) und verletzte 29 Menschen. Acht Personen mussten hospitalisiert werden, wobei eine 82-jährige Frau einen Monat nach dem Angriff ihren Verletzungen erlag. Laut Aussage des FBI rief der Mann „Free Palestine“. Der Generalstaatsanwalt von Colorado sprach von einem Hassverbrechen. Die Gruppe hatte für die Freilassung der israelischen Geiseln in Gaza demonstriert.

### China
Die chinesische Regierung steht Israels Krieg im Gazastreifen kritisch gegenüber, und antisemitische Äußerungen online werden weitgehend toleriert. Ein chinesischer Influencer mit mehr als 9 Millionen Followern schrieb beispielsweise, Juden würden schon seit Tausenden von Jahren überall dort, wo sie sich niederließen, Unruhe stiften. Ein anderer User meinte, Hitler habe seinen Job nicht gründlich genug gemacht; eine als parteinah geltende Influencerin postete ein T-Shirt mir einer Israel-Flagge und einem durch ein Hakenkreuz in der Mitte ergänzten Davidstern. Genauso wie Nazi-Deutschland es Juden nicht erlaubt habe zu leben, so erlaube es Israel heute den Palästinensern nicht zu leben, hieß es in einem Kommentar zu Israels Gegenschlägen nach dem Terrorangriff der Hamas.
Am 13. Oktober 2023 wurde ein israelischer Botschaftsmitarbeiter in Peking von einem 53-jährigen ausländischen Arbeiter niedergestochen und schwer verletzt.

### Westjordanland

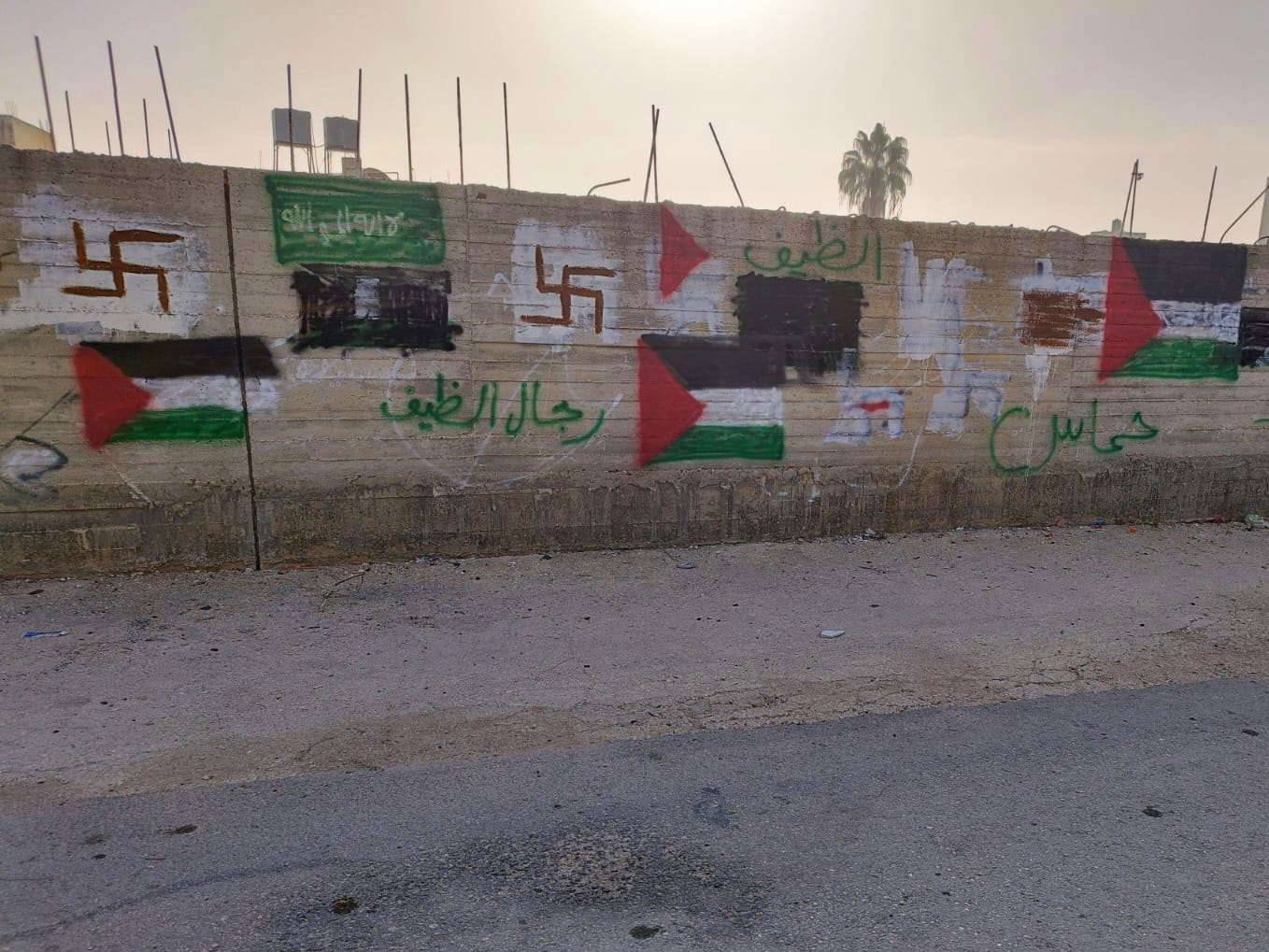
Antisemitische Graffiti in Huwara, Westjordanland

Am 24. Oktober 2023 wurden bei Huwara, einer Kleinstadt im von Israel seit 1967 besetzten Westjordanland, deren etwa 7.500 Einwohner nach Monaten gewalttätiger Auseinandersetzungen zwischen israelischen Siedlern und Einheimischen einer wochenlangen militärischen Ausgangssperre unterlagen, Graffiti an einer Straßenmauer angebracht. Unter den Bildern befanden sich ein Hakenkreuz, Hamas- und Palästinenserflaggen sowie Slogans, die den Hamas-Militärkommandanten Mohammed Deif unterstützten. Die Graffiti wurden von Bewohnern Hawaras übermalt.

### Andere Länder
Am 8. Oktober 2023 schoss ein Polizist in Alexandria (Ägypten) mit seiner Waffe in eine Gruppe von israelischen Buspassagieren. Der Angriff ereignete sich während einer Fahrt vorbei an der Pompeiussäule.
Zwei israelische Touristen und ein ägyptischer Reiseleiter wurden getötet, ein weiterer Israeli wurde verletzt. Der Verdächtige wurde anschließend festgenommen.
In der iranischen Hauptstadt Teheran schwenkten Demonstranten am 13. und am 14. Oktober 2023 die iranische, die palästinensische und die Hisbollah-Flagge. Einige trugen Transparente mit Aufschriften wie: „Nieder mit Amerika“ und „Nieder mit Israel“, andere verbrannten die israelische Flagge.
Am 17. Oktober 2023 wurde die El-Hamma-Synagoge in El Hamma (Tunesien) bei israelfeindlichen Ausschreitungen schwer beschädigt. Hunderte von Menschen wurden dabei gefilmt, wie sie die Synagoge in Brand steckten.
Am 21. Oktober 2023 wurde ein Sprengsatz in der Nähe der israelischen Botschaft in Nikosia (Zypern) gezündet, vier Männer syrischer Herkunft wurden festgenommen.
Am 28. Oktober 2023 umringte eine Menge aufgebrachter Menschen ein Hotel in Chassawjurt in Dagestan aufgrund des Gerüchts, dort seien Flüchtlinge aus Israel untergebracht. Mehrere Dutzend Männer drangen in das Hotel ein und kontrollierten angeblich Pässe.
In Naltschik (Kabardino-Balkarien) wurden am 29. Oktober 2023 Reifen neben einem jüdischen Kulturzentrum im Bau angezündet und das Gebäude mit extremistischen Losungen wie „Tod den Juden“ beschmiert.
In der Teilrepublik Karatschajewo-Tscherkessien riefen Demonstranten dazu auf, die örtliche jüdische Bevölkerung auszusiedeln.
Am 29. Oktober 2023 verschafften sich mehrere hundert Personen Zugang auf das Vorfeld des Flughafens in Machatschkala (Dagestan) und versuchten, ein aus Tel Aviv kommendes Flugzeug der russischen Red Wings Airlines zu stürmen, um Jagd auf jüdische Passagiere zu machen. Das betreffende Flugzeug des Fluges WZ 4728 war für Evakuierungen wegen des Krieges in Israel und Gaza 2023 eingesetzt. Auf dem Flughafengelände und in Kraftfahrzeugen, die es verließen, suchte der Mob mit Allahu-Akbar-Rufen und teils mit palästinensischen Fahnen nach Juden. Dabei wurden 20 Personen verletzt, davon einige schwer. Offenbar waren die Antisemiten über soziale Medien zu der Stürmung und der Jagd auf Flüchtlinge aus Israel angestachelt worden. Der Obermufti von Dagestan rief die Menge dazu auf, die Jagd auf Juden zu stoppen. Die Behörden ließen verlauten, der Flughafen werde bis zum 6. November geschlossen.
Auch in Russland wurden Häuser jüdischer Bewohner mit Davidsternen markiert.